# Montigny-le-Bretonneux
Pour les articles homonymes, voir Montigny.
Montigny-le-Bretonneux est une commune française située dans le département des Yvelines, en région Île-de-France. Comme les habitants de Montigny-lès-Cormeilles dans le Val-d'Oise, ses habitants se nomment les Ignymontains et Ignymontaines.
Située à 25 km au sud-ouest de Paris, la commune a connu une très forte expansion démographique pendant le dernier quart du XXe siècle du fait de son intégration dans la ville nouvelle de Saint-Quentin-en-Yvelines. En effet, de petit village de campagne, Montigny-le-Bretonneux, est devenue, entre autres, le siège de grandes entreprises internationales.

## Géographie

### Description
À vol d'oiseau, Montigny-le-Bretonneux est située à 25 km au sud-ouest de Paris et à 9 km au sud-ouest de Versailles.
La superficie de la commune est de 1 165 hectares ; son altitude varie de 150  à   171 mètres.
Montigny-le-Bretonneux est située sur la continuité du plateau de Saclay. Le col du Manet (qui n'a de col que le nom) est le point culminant de la commune.

### Communes limitrophes
La ville fait partie intégrante de la communauté d'agglomération de Saint-Quentin-en-Yvelines. Au nord de la zone d'activités du Pas du Lac, la commune est limitrophe avec Bois-d'Arcy et Saint-Cyr-l'École.
La commune est bordée à l'ouest par la ville de Trappes, à l'est par la ville de Guyancourt et dans sa partie sud-est par la ville de Voisins-le-Bretonneux. Au sud, le ruisseau de Gironde définit la limite avec Magny-les-Hameaux qui est membre du parc naturel régional de la Haute Vallée de Chevreuse.
| Les Clayes-sous-Bois | Bois-d'Arcy            | Saint-Cyr-l'École     |
| Trappes              | Montigny-le-Bretonneux | Guyancourt            |
|                      | Magny-les-Hameaux      | Voisins-le-Bretonneux |

### Hydrographie

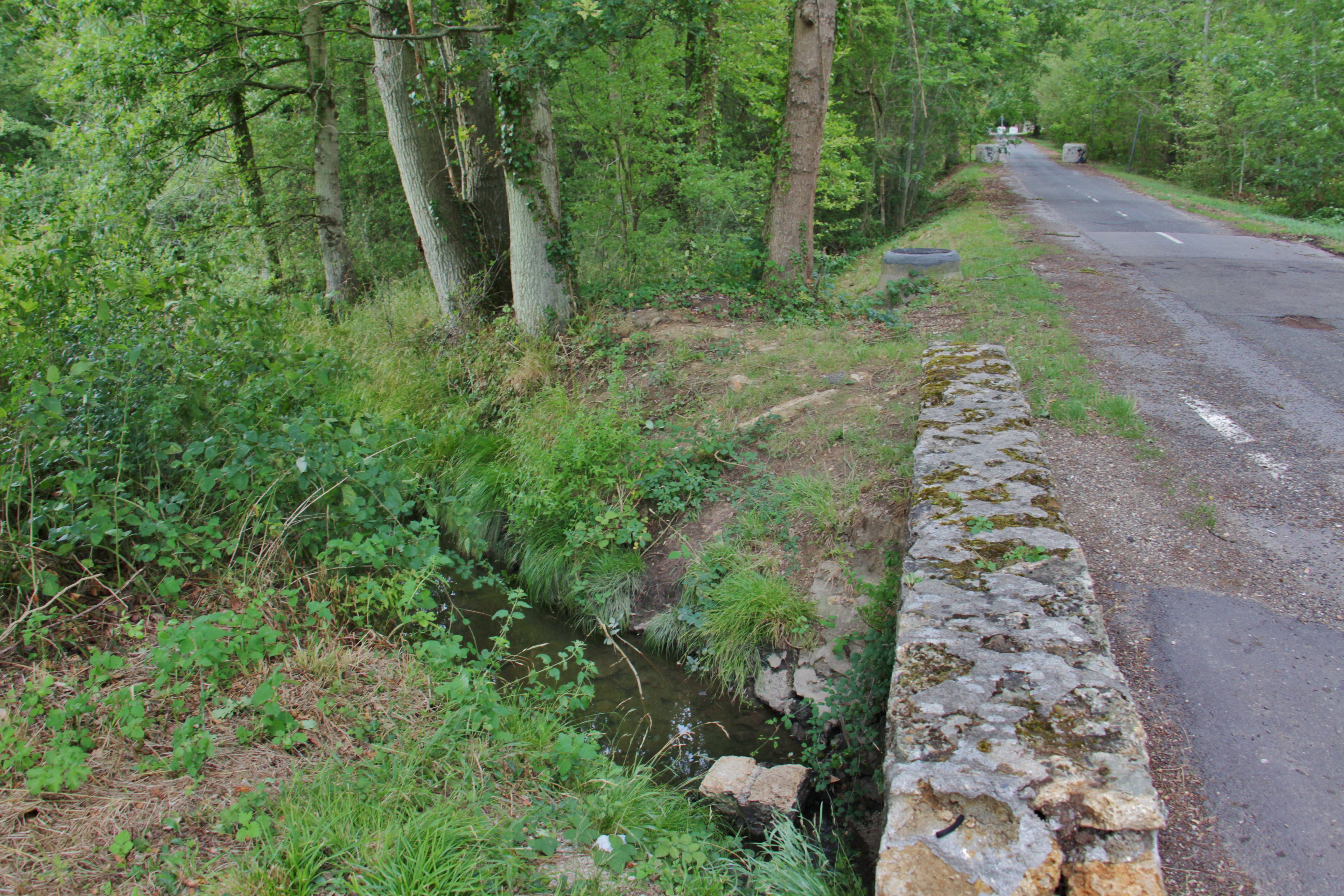
Le ruisseau de Gironde avec la forêt de Port-Royal en arrière-plan.

L'étang de Saint-Quentin a été creusé dans les années 1677-1678 ; situé sur les territoires des communes de Trappes et de Montigny-le-Bretonneux, il est intégré dans la base de plein air et de loisirs de Saint-Quentin-en-Yvelines.
Au sud de la commune, à la frontière avec Magny-les-Hameaux, coule le ruisseau de Gironde qui est l'amont de la Mérantaise, elle-même étant un affluent de l'Yvette.
Le bassin de la Sourderie au sud de la commune est l'un des patrimoines architecturaux de la commune.
Le cours amont disparu de la Bièvre est mis en valeur dans le centre urbain de Saint-Quentin aménagé dans les années 1980. L’avenue de la source de la Bièvre, le canal urbain, l’église Saint-Quentin des sources et le parvis des sources en sont une évocation. À l’angle de l’avenue des Prés et de la rue des Coquelicots à Montigny-le-Bretonneux, près de la voie ferrée de la ligne Paris-Rambouillet, la source est matérialisée symboliquement par une sculpture en forme de disque de 25 mètres de diamètre, Meta, conçue en 1992 par le sculpteur Nissim Merkado comprenant un dispositif qui puise dans le sous-sol un filet d’eau déversé dans un canal. Ce canal a été modifié de sa conception originelle par la construction des bâtiments de l’université à la place de l’ancien square des Sources. De cette sculpture jusqu’au parc des Sources de la Bièvre à Guyancourt, un ensemble de canaux dans le centre de la ville nouvelle correspondrait au cours de l’ancien ruisseau.

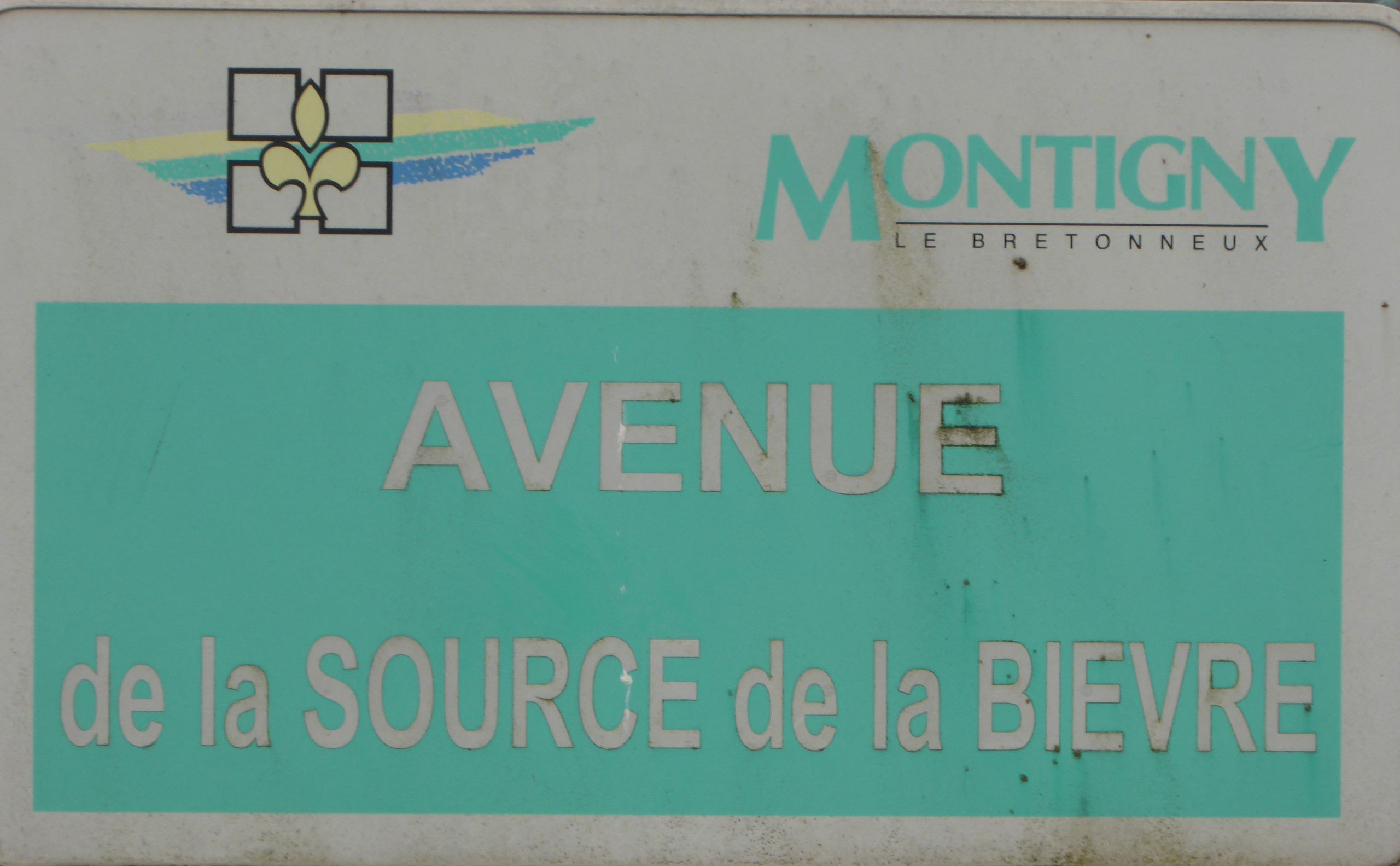
Avenue de la Source et de la Bièvre.
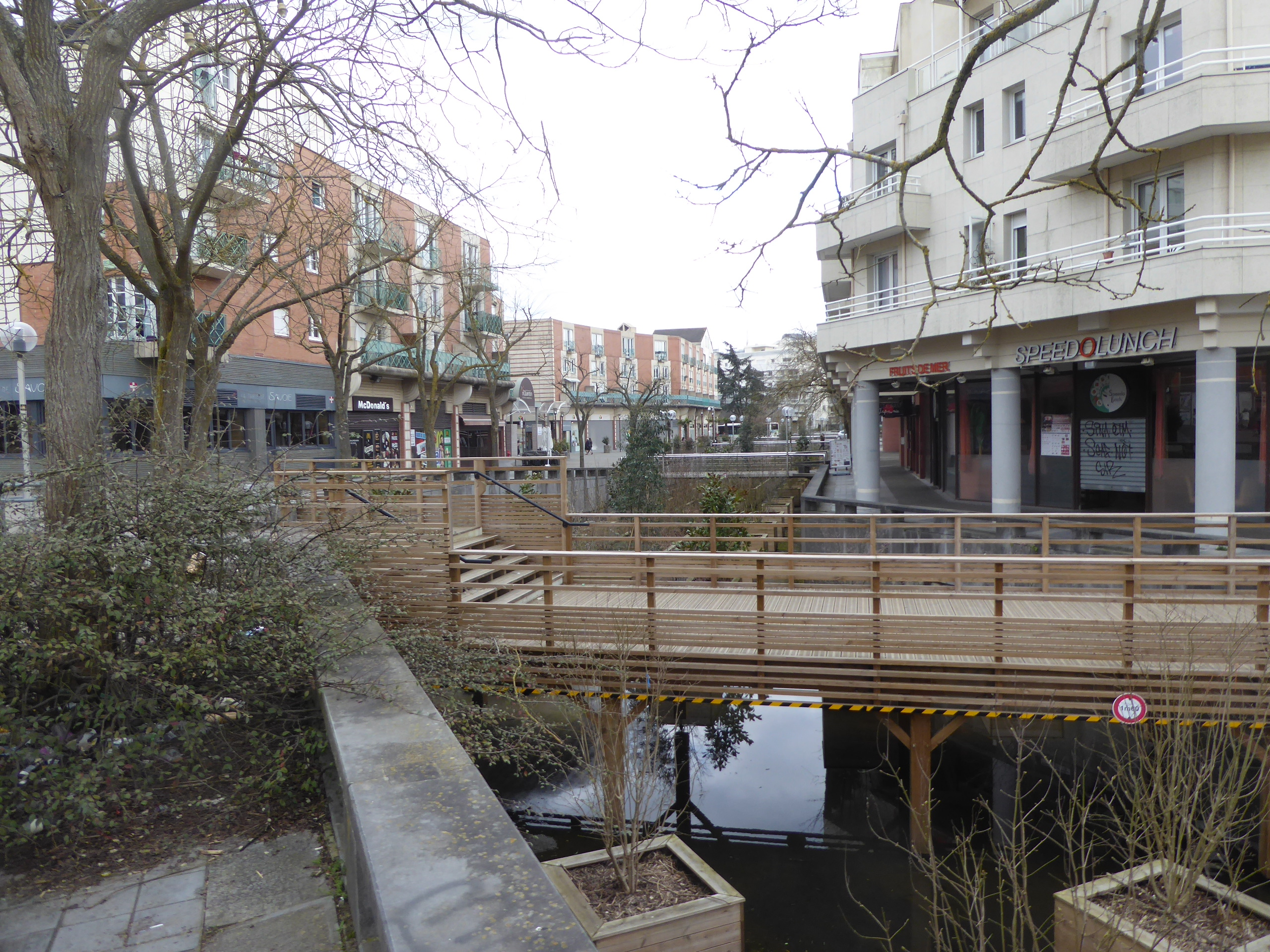
Canal quai Fernand-Pouillon.
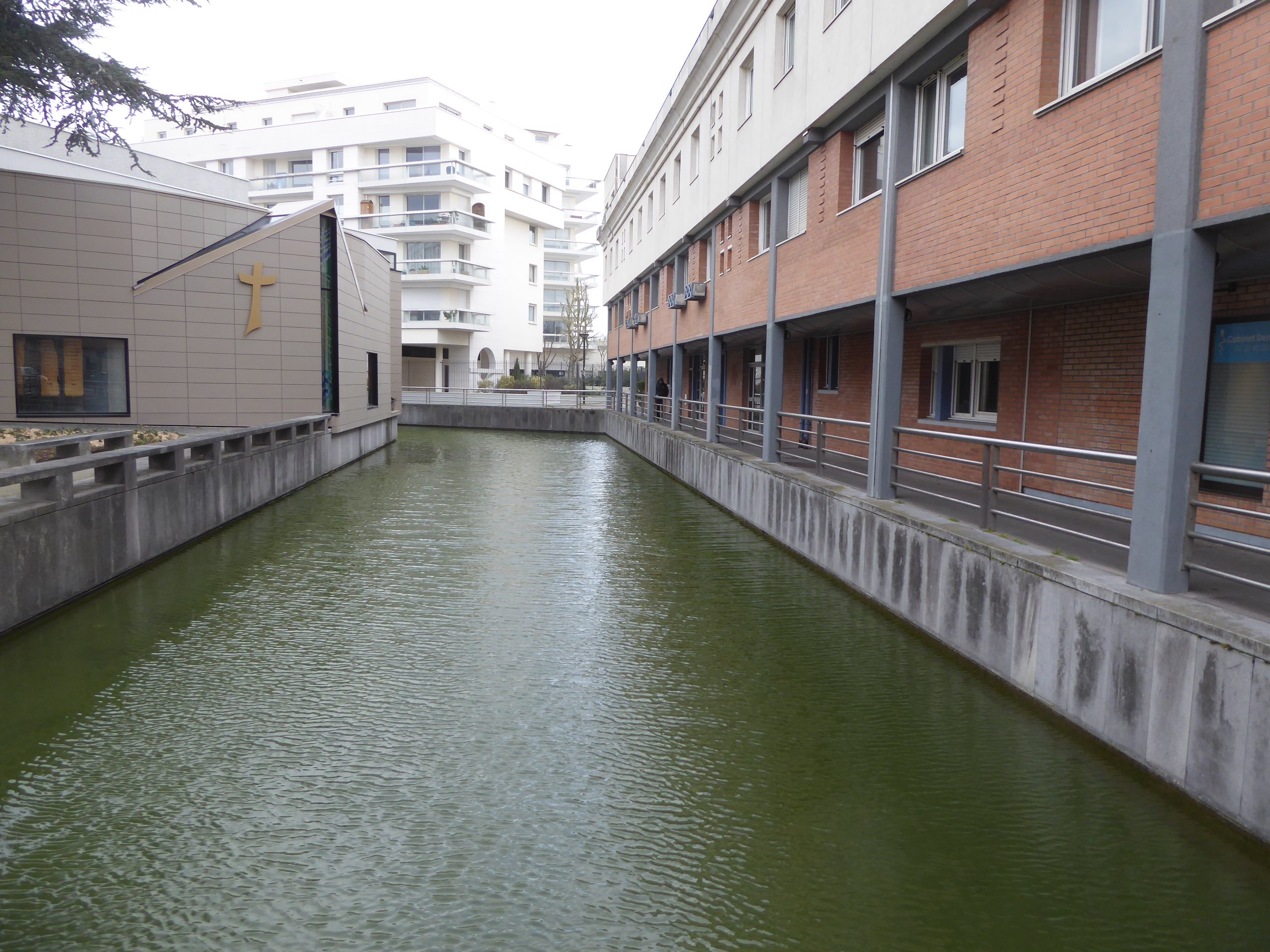
Église Saint-Quentin-des-Sources à gauche.
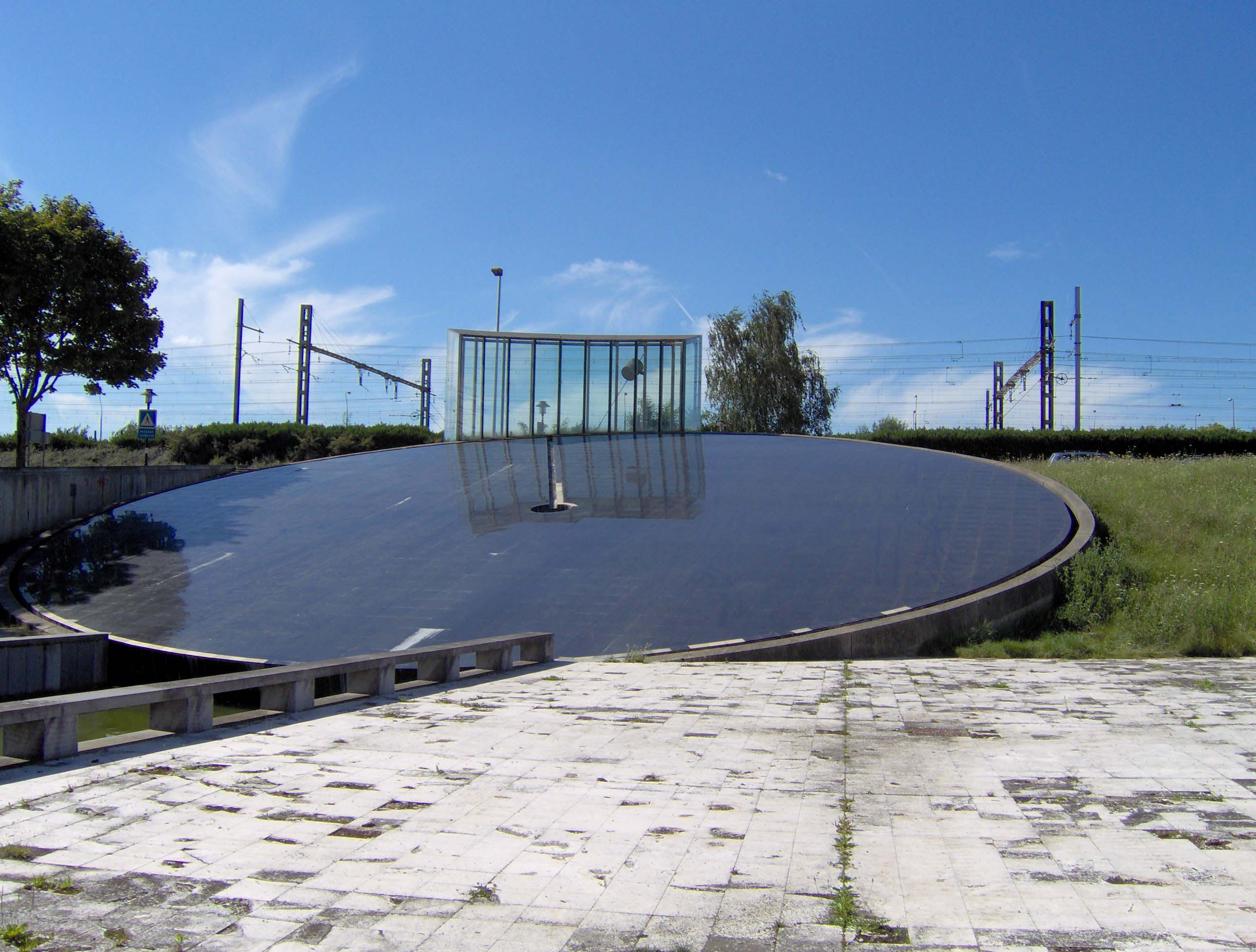
Sculpture : source de la Bièvre.

### Climat
Pour des articles plus généraux, voir Climat de l'Île-de-France et Climat des Yvelines.
En 2010, le climat de la commune est de type climat océanique dégradé des plaines du Centre et du Nord, selon une étude du CNRS s'appuyant sur une série de données couvrant la période 1971-2000. En 2020, Météo-France publie une typologie des climats de la France métropolitaine dans laquelle la commune est exposée à un climat océanique altéré et est dans la région climatique Sud-ouest du bassin Parisien, caractérisée par une faible pluviométrie, notamment au printemps (120 à 150 mm) et un hiver froid (3,5 °C).
Pour la période 1971-2000, la température annuelle moyenne est de 10,8 °C, avec une amplitude thermique annuelle de 14,7 °C. Le cumul annuel moyen de précipitations est de 663 mm, avec 10,7 jours de précipitations en janvier et 7,9 jours en juillet. Pour la période 1991-2020, la température moyenne annuelle observée sur la station météorologique la plus proche, située à Trappes à 2 km à vol d'oiseau, est de 11,6 °C et le cumul annuel moyen de précipitations est de 686,3 mm,. Pour l'avenir, les paramètres climatiques de la commune estimés pour 2050 selon différents scénarios d'émission de gaz à effet de serre sont consultables sur un site dédié publié par Météo-France en novembre 2022.
| Mois                                  | jan.             | fév.             | mars             | avril           | mai             | juin           | jui.          | août          | sep.            | oct.            | nov.            | déc.             | année      |
| ------------------------------------- | ---------------- | ---------------- | ---------------- | --------------- | --------------- | -------------- | ------------- | ------------- | --------------- | --------------- | --------------- | ---------------- | ---------- |
| Température minimale moyenne (°C)     | 1,9              | 1,8              | 3,9              | 6               | 9,4             | 12,5           | 14,4          | 14,2          | 11,3            | 8,5             | 4,8             | 2,4              | 7,6        |
| Température moyenne (°C)              | 4,3              | 4,9              | 7,9              | 10,7            | 14,1            | 17,3           | 19,5          | 19,4          | 16              | 12,2            | 7,6             | 4,8              | 11,6       |
| Température maximale moyenne (°C)     | 6,8              | 8                | 11,9             | 15,4            | 18,8            | 22,1           | 24,6          | 24,6          | 20,7            | 15,8            | 10,4            | 7,2              | 15,5       |
| Record de froid (°C) date du record   | −15,8 17.01.1985 | −15,6 13.02.1929 | −10,5 07.03.1971 | −4,1 12.04.1986 | −1,2 07.05.1957 | 0,1 01.06.1936 | 2 09.07.1929  | 4 31.08.1928  | −0,5 20.09.1952 | −5,2 28.10.1931 | −8,9 24.11.1998 | −14,3 22.12.1946 | −15,8 1985 |
| Record de chaleur (°C) date du record | 16 05.01.1999    | 20,3 27.02.19    | 24,7 31.03.21    | 28 18.04.1949   | 30,9 27.05.05   | 36 18.06.22    | 40,6 25.07.19 | 39,1 06.08.03 | 34,6 09.09.23   | 29 01.10.1985   | 21 03.11.1927   | 16,8 07.12.00    | 40,6 2019  |
| Ensoleillement (h)                    | 57               | 806              | 1 337            | 1 758           | 2 017           | 2 096          | 2 223         | 2 163         | 1 769           | 1 168           | 676             | 553              | 17 138     |
| Précipitations (mm)                   | 56,2             | 49,9             | 50,1             | 49,9            | 66              | 57             | 56,3          | 56,1          | 49,8            | 61,8            | 61,2            | 72               | 686,3      |

### Milieux naturels et biodiversité
L'étang de Saint-Quentin au nord de la commune comporte une réserve naturelle nationale. Elle présente des atouts écologiques par la présence d'eaux douces stagnantes, de roselières et de zones humides. Cette réserve est également classée Natura 2000 depuis décembre 2003. Enfin, la ville fut récompensée d'une première fleur au Concours des villes et villages fleuris le 14 avril 2015.

## Urbanisme

### Typologie
Au 1er janvier 2024, Montigny-le-Bretonneux est catégorisée grand centre urbain, selon la nouvelle grille communale de densité à sept niveaux définie par l'Insee en 2022.
Elle appartient à l'unité urbaine de Paris, une agglomération inter-départementale regroupant 407  communes, dont elle est une commune de la banlieue,,. Par ailleurs la commune fait partie de l'aire d'attraction de Paris, dont elle est une commune du pôle principal,. Cette aire regroupe 1 929 communes,.

### Morphologie urbaine

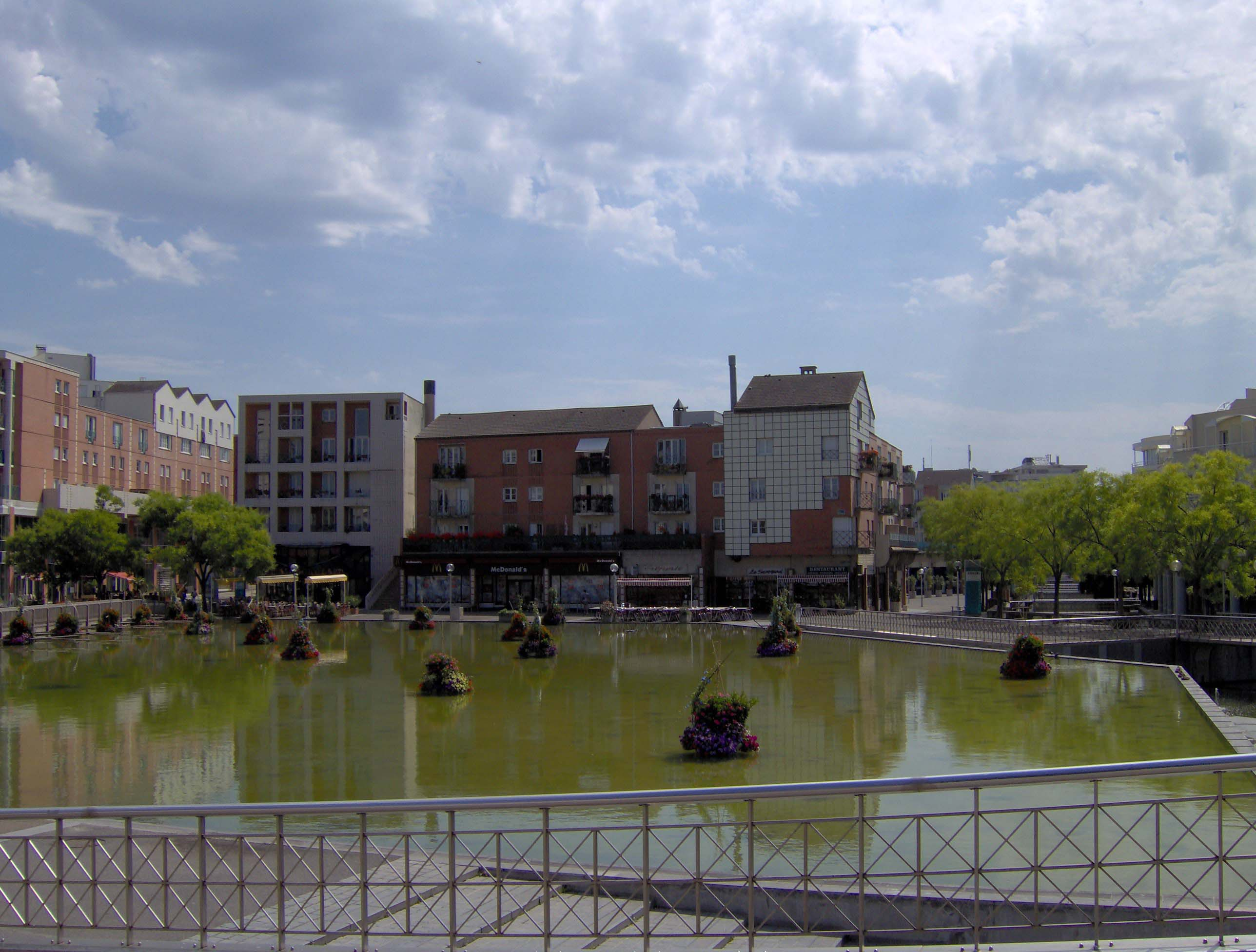
Vue sur l'espace Saint-Quentin.

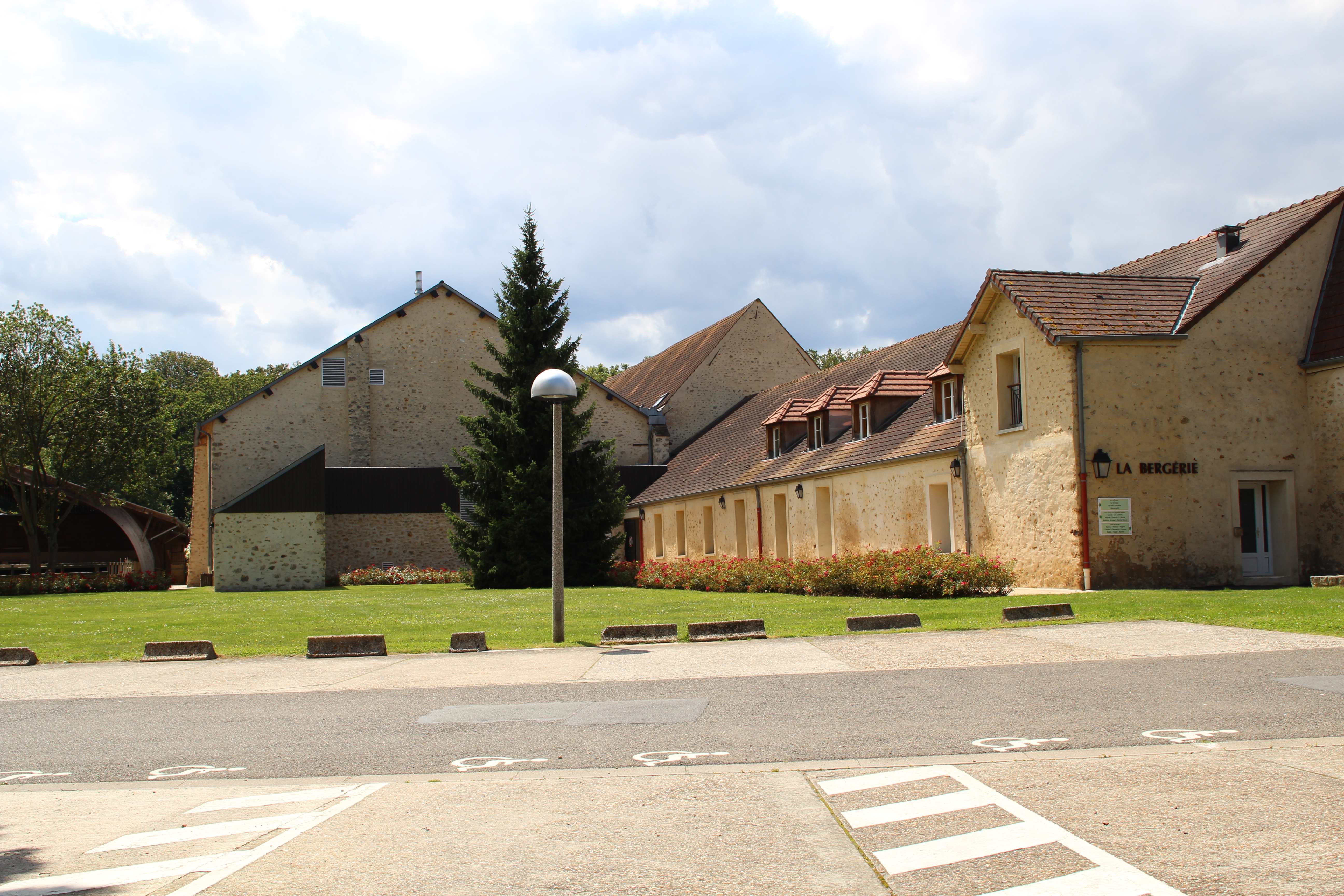
Vue extérieure de la ferme du Manet.

La commune est constituée de neuf quartiers:
- le Pas du Lac, au nord de la commune, où se trouve une base de loisirs : c'est le quartier le plus étendu, qui regroupe la principale zone d'entreprises, notamment avec le siège social français de Mercedes ;
- Saint-Quentin, au nord-est : c'est là que se situent la gare de Saint-Quentin-en-Yvelines ainsi que les centres commerciaux SQY Ouest et Espace Saint-Quentin, ce quartier est à la fois le centre actuel de la commune et celui de l'ancienne ville nouvelle de Saint-Quentin-en-Yvelines ;
- les Prés, au centre ;
- le Plan de Troux, à l'est ;
- le Village, à l'ouest, plus vieux quartier de la ville, où on retrouve l'église Saint-Martin et l'ancienne mairie[18];
- la Sourderie, au sud-est, où se trouvent l'hôtel de ville et le conservatoire de musique municipal ;
- le Plan de l'Église ;
- le Manet, au sud-ouest.

Son territoire est urbanisé à plus de 50 %, les espaces ruraux incluant les espaces forestiers se trouvent essentiellement, d'une part dans le sud vers le Manet et d'autre part vers le nord à l'intérieur de la base de loisirs de Saint-Quentin-en-Yvelines.
| - Avenue de la Source et de la Bièvre. - Canal quai Fernand-Pouillon. - Église Saint-Quentin-des-Sources à gauche. - Sculpture : source de la Bièvre. | Pourcentage | Superficie (en hectares) |
| --- | ----------- | ------------------------ |
| Espace urbain construit | 53,82 %     | 586,68                   |
| Espace urbain non construit | 20,06 %     | 205,30                   |
| Espace rural | 26,12 %     | 278,63                   |
| Source : Iaurif |             |                          |

### Habitat et logement
En 2018, le nombre total de logements dans la commune était de 15 126, alors qu'il était de 14 203 en 2013 et de 13 964 en 2008.
Parmi ces logements, 94,2 % étaient des résidences principales, 2 % des résidences secondaires et 3,9 % des logements vacants. Ces logements étaient pour 29 % d'entre eux des maisons individuelles et pour 69,5 % des appartements.
Le tableau ci-dessous présente la typologie des logements à Montigny-le-Bretonneux en 2018 en comparaison avec celle des Yvelines et de la France entière. Une caractéristique marquante du parc de logements est ainsi une proportion de résidences secondaires et logements occasionnels (2 %) inférieure à celle du département (2,6 %) mais supérieure à celle de la France entière (9,7 %). Concernant le statut d'occupation de ces logements, 58,2 % des habitants de la commune sont propriétaires de leur logement (63,3 % en 2013), contre 58,6 % pour les Yvelines et 57,5 pour la France entière.
La ville ne respecte pas les dispositions de l'article 55 de la loi SRU, qui impose aux communes de disposer d'au moins 25 % de logements sociaux,.  Au sens du recensement, Montigny-le-Bretonneux comptait 2 905 logements sociaux en 2008 (21,7 % du parc des résidences principales), nombre qui a baissé à 2 538 en 2018 (17,8 %).
| Typologie                                               | Montigny-le-Bretonneux | Yvelines | France entière |
| ------------------------------------------------------- | ---------------------- | -------- | -------------- |
| Résidences principales (en %)                           | 94,2                   | 91,1     | 82,1           |
| Résidences secondaires et logements occasionnels (en %) | 2                      | 2,6      | 9,7            |
| Logements vacants (en %)                                | 3,9                    | 6,3      | 8,2            |

### Projets d'aménagements
La commune est concernée par l'opération d'intérêt national (OIN) de Massy Palaiseau Saclay Versailles Saint-Quentin-en-Yvelines, opération dont le territoire s'étend sur 49 communes. L'objectif est de mettre en place un projet d’aménagement adossé à un projet scientifique pour le développement équilibré de ce territoire dans les prochaines décennies.

### Voies de communications et transports

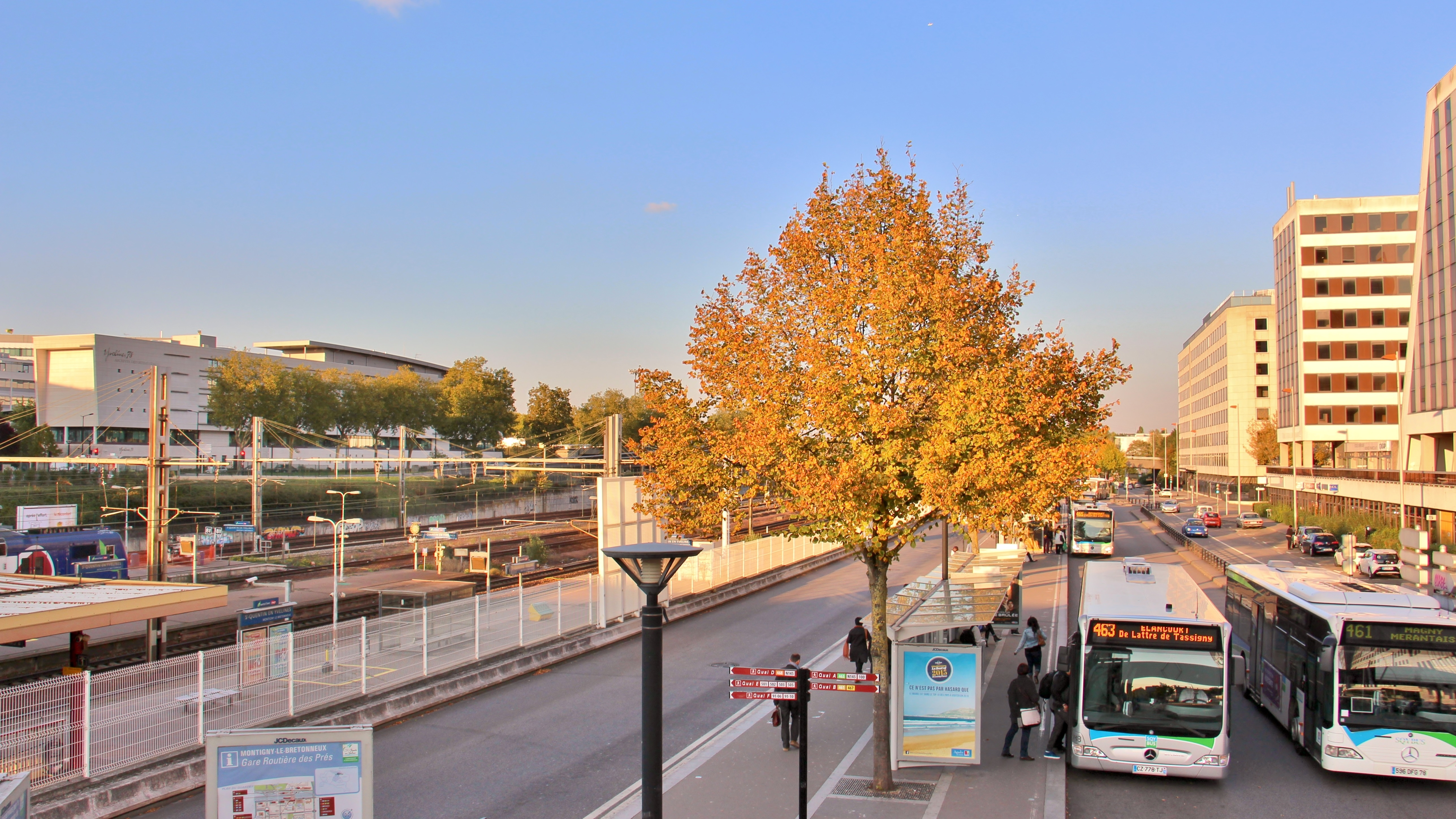
La gare de Saint-Quentin-en-Yvelines et sa gare routière côté avenue des Prés.

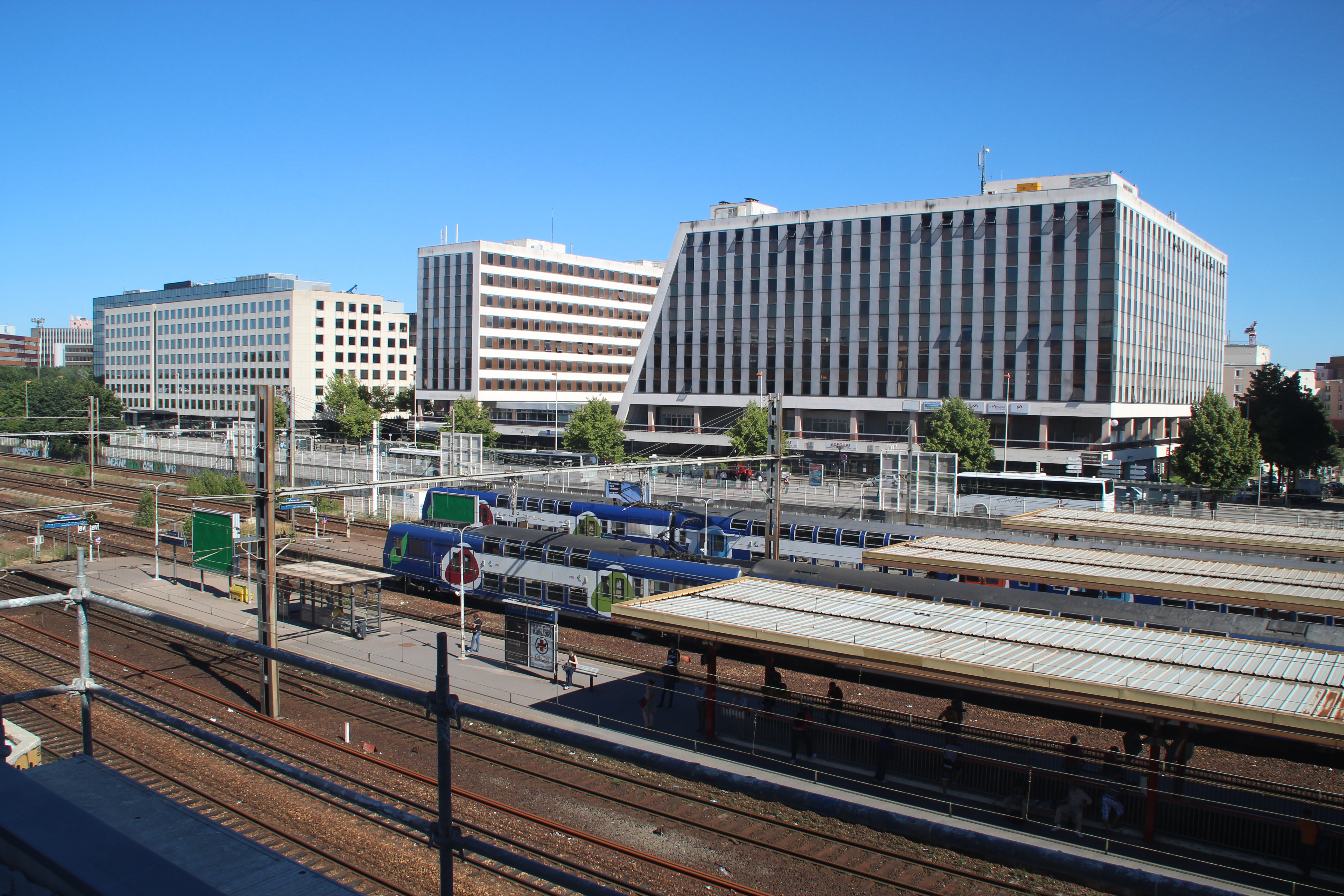
Vue des quais de la gare.

#### Voies de communication
La commune est accessible par les autoroutes ou voies rapides A12, RN 10 et RN 12.

#### Transports
Elle est desservie par la gare de Saint-Quentin-en-Yvelines - Montigny-le-Bretonneux.
Cette gare est située sur la ligne Paris-Montparnasse ↔ Chartres ↔ Le Mans. Elle est desservie par la ligne C du RER, ainsi que par les Transilien N et U.
La commune est desservie par :
- les lignes 5103, 5104, 5105, 5110, 5111, 5133, 5134, 5140, 5142, 5143, 5144, 5145, 5150, 5151, 5152, 5188, 5189, 5190, 5192, 5194, 5195, 5196, 5197 et 5198 du réseau de bus de Saint-Quentin-en-Yvelines ;
- les lignes 6151 et 6288 du Réseau de bus Grand Versailles ;
- la ligne 5290, 5315, 5367, 7812 et 7817 de la société du réseau de bus Centre et Sud Yvelines ;
- les lignes 5116, 5154, 5234, 7803, 7804, 7805, 7807, 7816, 7818 et 9111 du réseau de bus Île-de-France Ouest ;
- la ligne Express 100 du réseau de bus de Poissy - Les Mureaux ;
- les lignes N161 et N162 du réseau Noctilien.

## Toponymie
Le nom de la localité est attesté sous différentes formes :
Montiniacum (Charroux no. 053)
Montiniaco (BM 0876 = Reg.Imp. I, 876)
Montiniacum (Reg.Imp. II,4, no. 1748)
Montegni, Montani et Mintegni en 1204, Montigneium au XIIIe siècle, Montingniacum en 1228 Montigniacum et Montiniacum en 1250, Montiniacum le Brestonneux en 1351, Montigny en 1370, Montagny le Bristonneux en 1547, c'est aussi à cette époque qu'apparaît le déterminant complémentaire le Brestonneux, Montaygny le Brestonneux en 1554, Montaygny le Brestonneux en 1674, Montigny en 1711 avec; au cours des siècles quelques variantes telles que Bertonneux, Montigny le Bertonneux en 1740, Montigny en 1750, Montigny en 1781, Montany en 1785, Montigny le Brétonneux en 1800 pour arriver à Bretonneux.
Montigny, dont l'étymon est généralement donné sous la forme latinisée Montaniacum, est un type toponymique répandu dont la signification exacte ne fait pas l'unanimité.
Pour « Bretonneux » : La thèse avancée par l'historien Victor R. Belot dans son ouvrage sur l'histoire de la ville paraît vraisemblable. Dès le XIVe siècle, les archives qu'il a compulsées mentionnent l'existence de Montiniacum-le-Brestonneux, qui évoluera au fil des siècles suivants. L'étymologie la plus exacte est que le mot serait dérivé du francique brestoineux qui signifie marécage. « Le Bretonneux », entouré de marécages issu du mot brestonneux (bret ou brai dans le sens « bourbier »). Quoi qu'il en soit, Montigny-le-Bretonneux et Voisins-le-Bretonneux ont été érigées sur des terres marécageuses, et sont toujours aujourd'hui séparées par les lieux-dits la Grande Île et la Petite Ile.

## Histoire

### Des origines jusqu'à la Révolution française
A l'origine, le territoire correspondant à l'actuelle commune de Montigny-le-Bretonneux était entièrement couvert la Forêt de l'Yveline qui allait de la Seine à l'ouest de Paris jusqu'à la Loire aux alentours d'Orléans. À partir du XIe siècle, de grands défrichements sont réalisés par des ordres monastiques et de grands seigneurs et des villages se créent. La première mention d'un village sur le territoire de Montigny remonte à 1204 lorsqu'un cartulaire, contenant la transcription d'actes de propriété de l'Église catholique, fait référence au village de Montegni ou Montani, édifié autour d'une église dédiée à Saint-Martin. Au XIVe siècle, la guerre de Cent Ans, la grande épidémie de Peste noire et les famines qui en découlent remettent en cause cette organisation sociale : les terres retournent à la friche et le village est abandonné.
Montigny réapparaît XVIe siècle avec la reconstitution d'un village. Le premier décompte officiel de population, réalisé en 1709 fait état de 212 habitants.
Le lancement des grands travaux d'agrandissement du château de Versailles, en 1664, bouleverse la vie à Montigny. Des ouvriers spécialisés travaillant d'abord à la construction puis à l'entretien du Domaine de Versailles s'installent à Montigny ; de même, les villageois de Montigny sont embauchés pour travailler à Versailles. Ils participent, aussi, aux travaux hydrauliques sur le plateau de Trappes. Les besoins en nourriture de Versailles font évoluer l'agriculture vers une exploitation intensive.Le village passe sous l'administration directe du domaine de Versailles. L'avenue des Quatre-Pavés-du-Roy doit d'ailleurs son nom à quatre pavés marqués d'une fleur de lys délimitant le domaine royal. Ces pavés se retrouvent sur le logo actuel de la commune.
A la veille de la Révolution française, en 1789, 247 habitants sont enregistrés à Montigny.

### L'époque contemporaine
La Révolution française entraine un bouleversement de la société et de nouvelles organisations administratives sont mises en place. Les anciennes municipalités sont remplacées par les communes dont les conseils municipaux sont élus. Joseph-Nicolas Dechampeaux est nommé maire de Montigny en 1791. Les grands domaines sont vendus et des fermiers remplacent les anciens fermiers-laboureurs receveurs.
Après la libération du village le 24 août 1944, la vie reprend et la population augmente ; elle passe de 500 habitants en 1947 à 1292 en 1970. Avec la mécanisation des travaux agricoles, le nombre de travailleurs agricoles diminue mais d'autres activités émergent et recrutent. À partir de 1965, Montigny accueille des ouvriers de la gare de Trappes et des postiers ; pour les accueillir, le lotissement de "Simmontigny" est construit autour de l'église. La même année, la société Perrier installe une usine d'embouteillage. En 1969, un nouveau lotissement, "Le Village Saint-Martin", est construit.
Décidée en 1965 et engagée à partir de 1970, l'éclosion de la ville nouvelle de Saint-Quentin-en-Yvelines déclenche la métamorphose de Montigny-le-Bretonneux. Sa population passe, en dix ans, de 1292 habitants en 1970 à 10063 en 1980. le Syndicat d'agglomération nouvelle est dissout et remplacé par la communauté d’agglomération de Saint-Quentin-en-Yvelines.

## Politique et administration

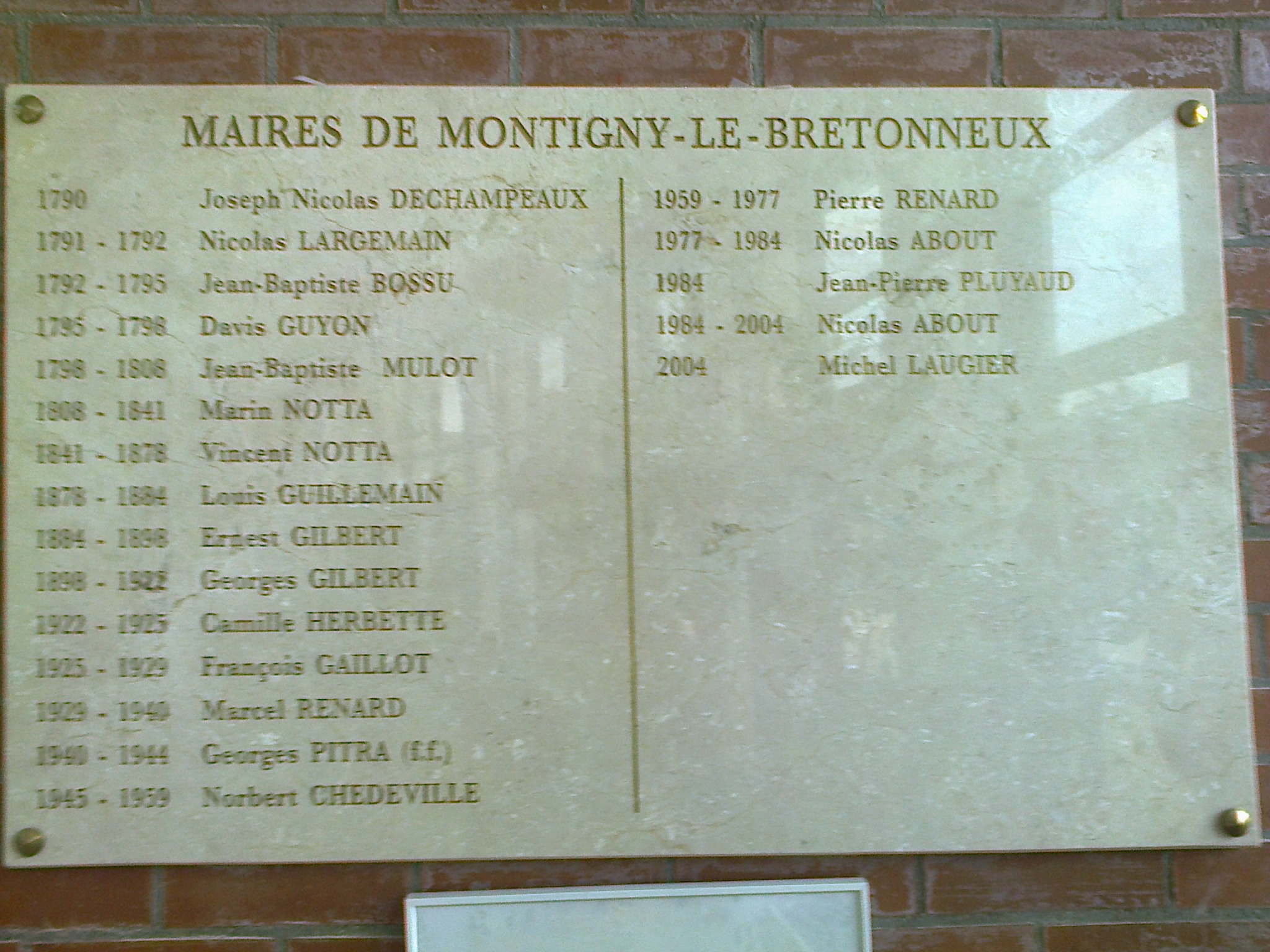
Plaque des noms des maires dans la mairie.

### Rattachements administratifs et électoraux
Antérieurement à la loi du 10 juillet 1964, la commune faisait partie du département de Seine-et-Oise. La réorganisation de la région parisienne en 1964 fit que la commune appartient désormais au département des  Yvelines et à son arrondissement de Versailles après un transfert administratif effectif au 1er janvier 1968. Pour l'élection des députés, elle fait partie depuis 1988 de la première circonscription des Yvelines.
Elle faisait partie de 1801 à 1987 du canton de Versailles-Ouest, année où est créé le canton de Montigny-le-Bretonneux dont elle est le chef-lieu avant d'en devenir le bureau centralisateur dans le cadre du redécoupage cantonal de 2014 en France.

### Intercommunalité
Dans le cadre du premier Schéma Directeur d’Aménagement et d’Urbanisme de la Région Parisienne (SDAURP) est décidée la création d'une ville nouvelle dénommée Saint-Quentin en Yvelines, créée en 1972.
Son aménagement est confié à l'Établissement public d’aménagement de Saint-Quentin-en-Yvelines (EPASQY), puis, en 1972, au Syndicat communautaire d’aménagement de l’agglomération nouvelle (SCAAN) et enfin, en 1984, Syndicat d'agglomération nouvelle (SAN). Sa mission étant achevée, il se transforme en communauté d'agglomération  le 1er janvier 2004, la communauté d'agglomération de Saint-Quentin-en-Yvelines, dont la commune est toujours membre.

### Tendances politiques et résultats
Au premier tour des élections municipales de 2014 dans les Yvelines, la liste DVD menée par le maire sortant Michel Laugier obtient la majorité absolue des suffrages exprimés, avec 8 418 voix (62,78 %, 33 conseillers municipaux élus dont 10 communautaires), devançant très largement les listes menées respectivement par :

- Vivien Gasq (PS-PCF-EELV, 3 733 voix, 27,84, 5 conseillers municipaux élus dont 1 communautaire) ;

- Sylvain Grison (FN , 1 257 voix, 9,37 %, 1 conseiller municipal élu).

Lors de ce scrutin, 43,92 % des électeurs se sont abstenus.
Lors du premier tour des élections municipales de 2020 dans les Yvelines, la liste DVD - LR - UDI - SL menée par Lorrain Merckaert — soutenu par l'ancien maire, qui ne se représentait pas — obtient la majorité absolue des suffrages exprimés, avec 5 422 voix (62,70 %, 32 conseillers municipaux élus dont 10 communautaire), devançant très largement les listes menées respectivement par : 

-  Vivien Gasq (ECO, 2 303 voix, 26,63 %, 5 conseillers municipaux élus dont 1 communautaire) ;

- Pierre Déjean (PG - EÉLV - PCF - PS - G·s, 922 voix, 10,66 %, 2 conseillers municipaux élus).

Lors de ce scrutin, marqué par la Pandémie de Covid-19 en France, 62,05 % des électeurs se sont abstenus.

### Jumelages

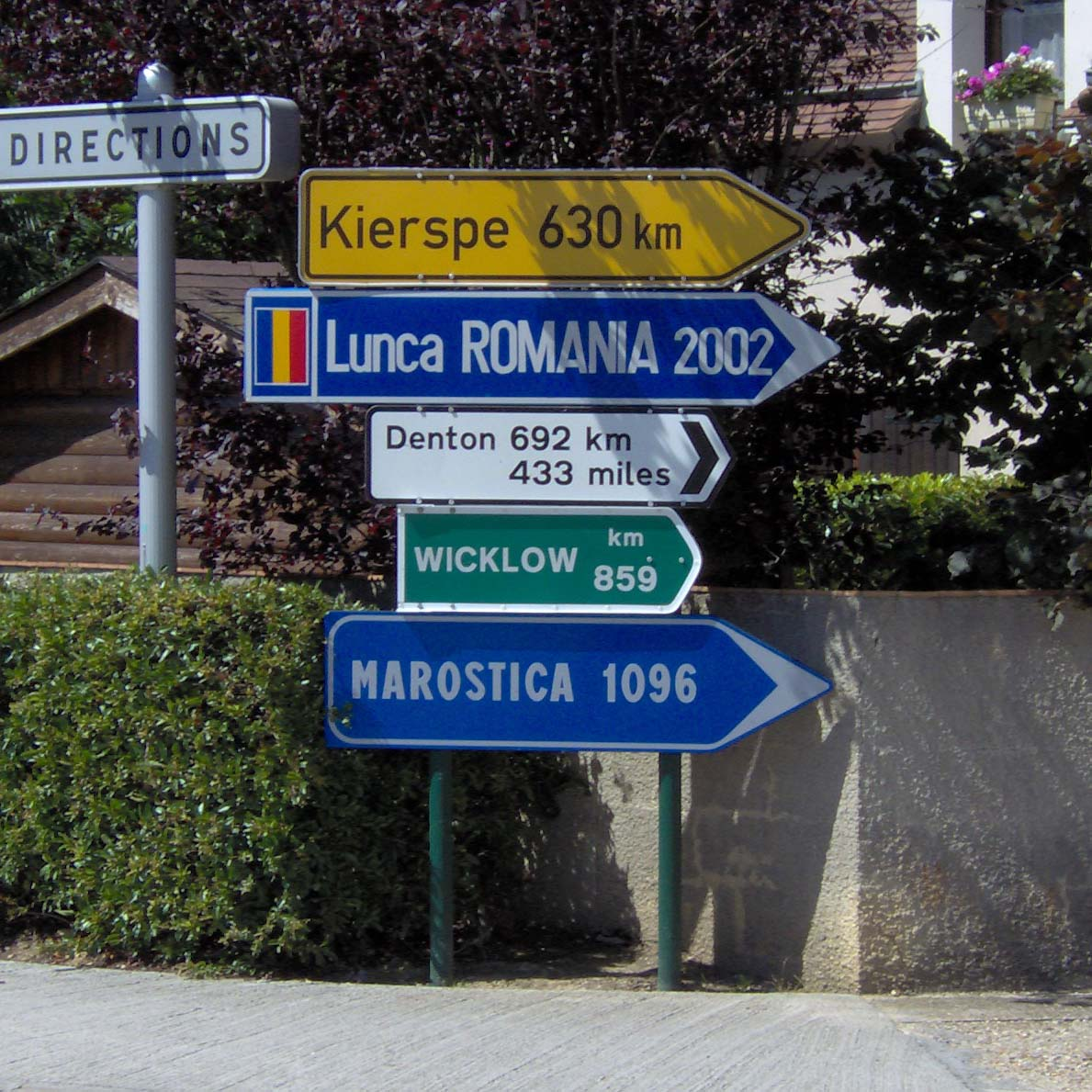
Distances entre Montigny-le-Bretonneux et ses villes jumelées.

- Kierspe (Allemagne) depuis 1988 (15 octobre), voir Kierspe
- Lunca (Mureş) (Roumanie) depuis 1989 (17 avril)
- Denton (Angleterre) depuis 1992 (5 décembre), voir Denton
- Wicklow (Irlande) depuis 1993 (19 juin)
- San Fernando (Cadix) (Espagne) depuis 1997 (6 décembre)
- Marostica (Italie) depuis 2007 (23 juin)[50]
- Dolyna (Ukraine) depuis 2022 (13 avril)

## Équipements et services publics

### Enseignement
Montigny-le-Bretonneux accueille l'Institut culturel franco-japonais - École japonaise de Paris, école japonaise à l'étranger de l'aire urbaine de Paris. Elle accueille également sur son territoire une partie du campus de l'UVSQ, notamment le bâtiment de l'UFR des sciences de la santé Simone-Veil. Enfin, en septembre 2015, l'ESTACA s'installe dans un nouveau bâtiment construit au Pas du Lac, sur l'avenue Paul-Delouvrier.
Lycées :
- Lycée Descartes de Montigny-le-Bretonneux (en) (lycée public)
- Collège-lycée Saint-Exupéry (collège-lycée privé catholique)
- Lycée Émilie-de-Breteuil (lycée public)
- Collège-lycée Saint-François-d'Assise (privé catholique)
- Institut de formation de Saint-Quentin-en-Yvelines (en) (collège-lycée musulman)

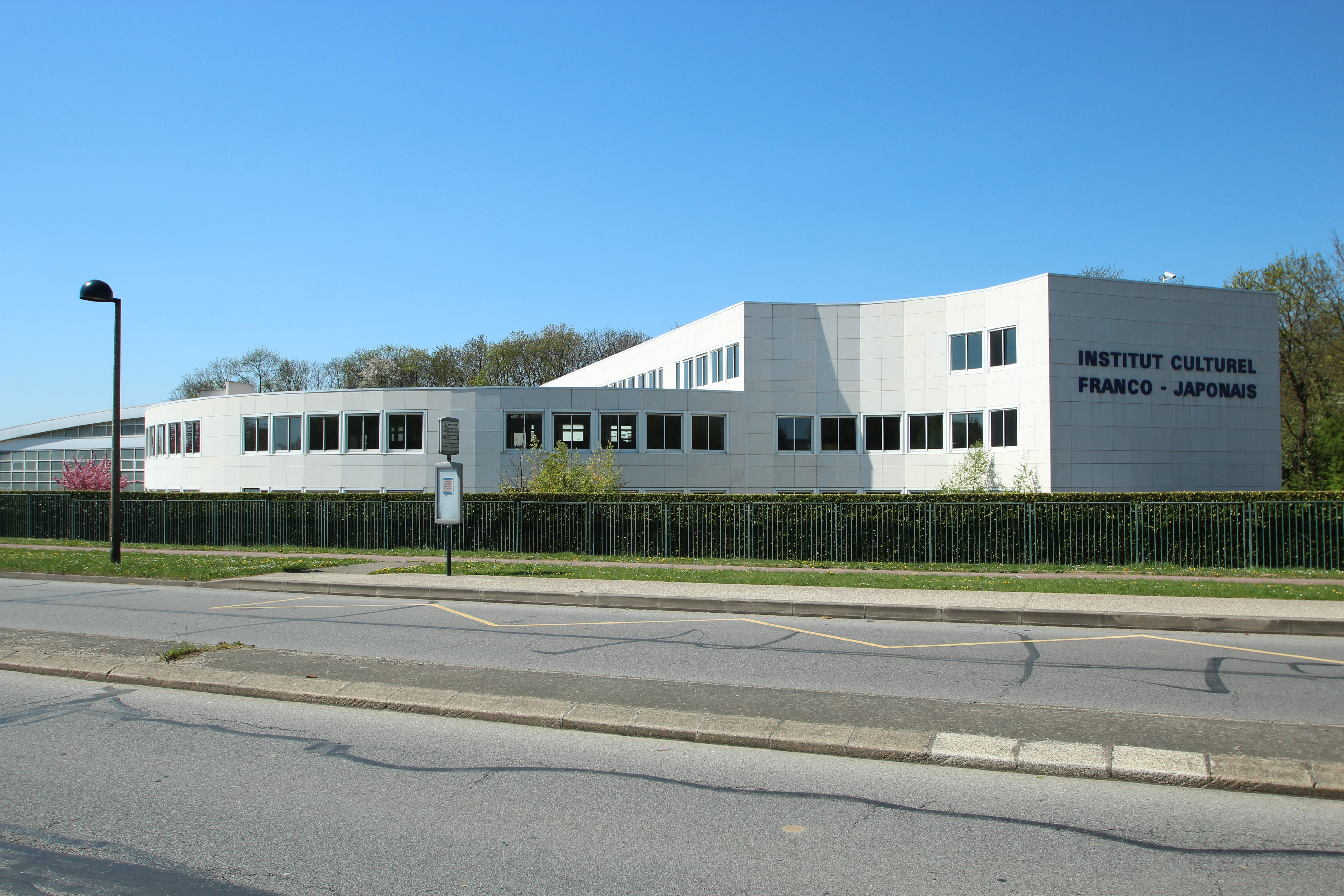
Institut culturel franco-japonais - École japonaise de Paris.
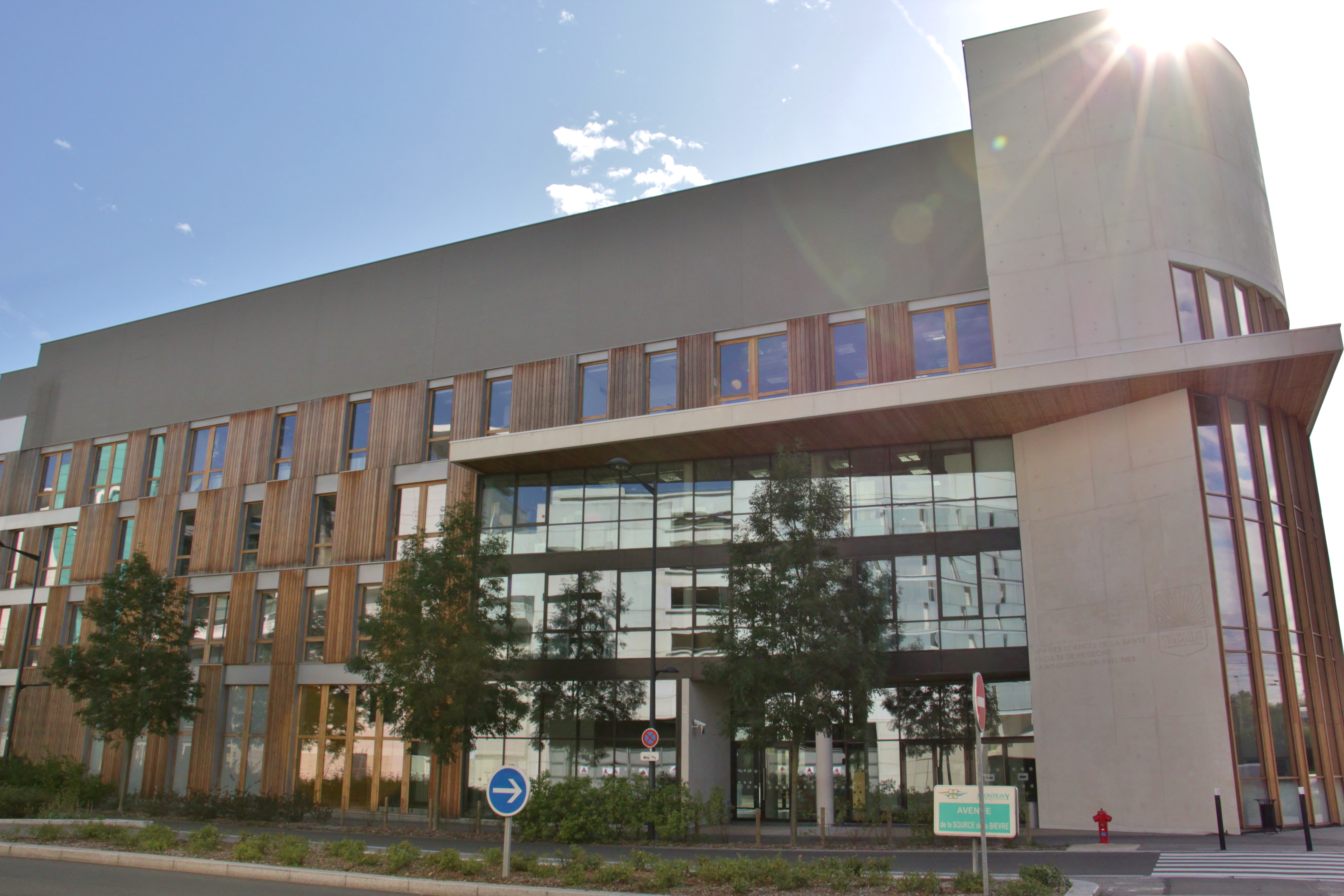
Entrée du bâtiment abritant l'UFR Sciences de la santé Simone-Veil.

### Santé
Plusieurs centres médicaux existent dans la ville et un laboratoire d'analyses médicales se situe dans le quartier Saint-Quentin, près de la gare.

### Équipements sportifs
La commune dispose de nombreux stades ou gymnases, ainsi que d'une piscine (le centre aquatique du Lac), inaugurée en décembre 2002 et le vélodrome de Saint-Quentin-en-Yvelines ouvert en janvier 2014. La ville accueillera en 2024 les épreuves cyclistes, d’escrime et de pentathlon moderne pour les Jeux Olympiques et Paralympiques Paris.

### Équipements culturels
La commune abrite le MUMED. Une partie de l'établissement est dédiée aux loisirs et aux contenus multimédias, une autre partie est dédiée au musée de l'histoire de la ville nouvelle de Saint-Quentin-en-Yvelines.
Elle accueille, depuis 2005, le nouveau siège des archives départementales des Yvelines dans un bâtiment spécialement conçu, situé dans le quartier du Pas du Lac. Ces archives étaient anciennement situées à Versailles, dans la Grande Écurie du château. Le Musée de la ville de Saint-Quentin-en-Yvelines est situé au cœur de Saint-Quentin-en-Yvelines non loin de la gare et du théâtre.
La ville dispose également sur son territoire du théâtre de Saint-Quentin-en-Yvelines et d'un multiplex UGC de seize salles. La mairie possède en plus une salle de spectacle (la ferme du Manet) et une salle de cinéma (la salle Jacques-Brel, qui sert aussi de salle de spectacle).

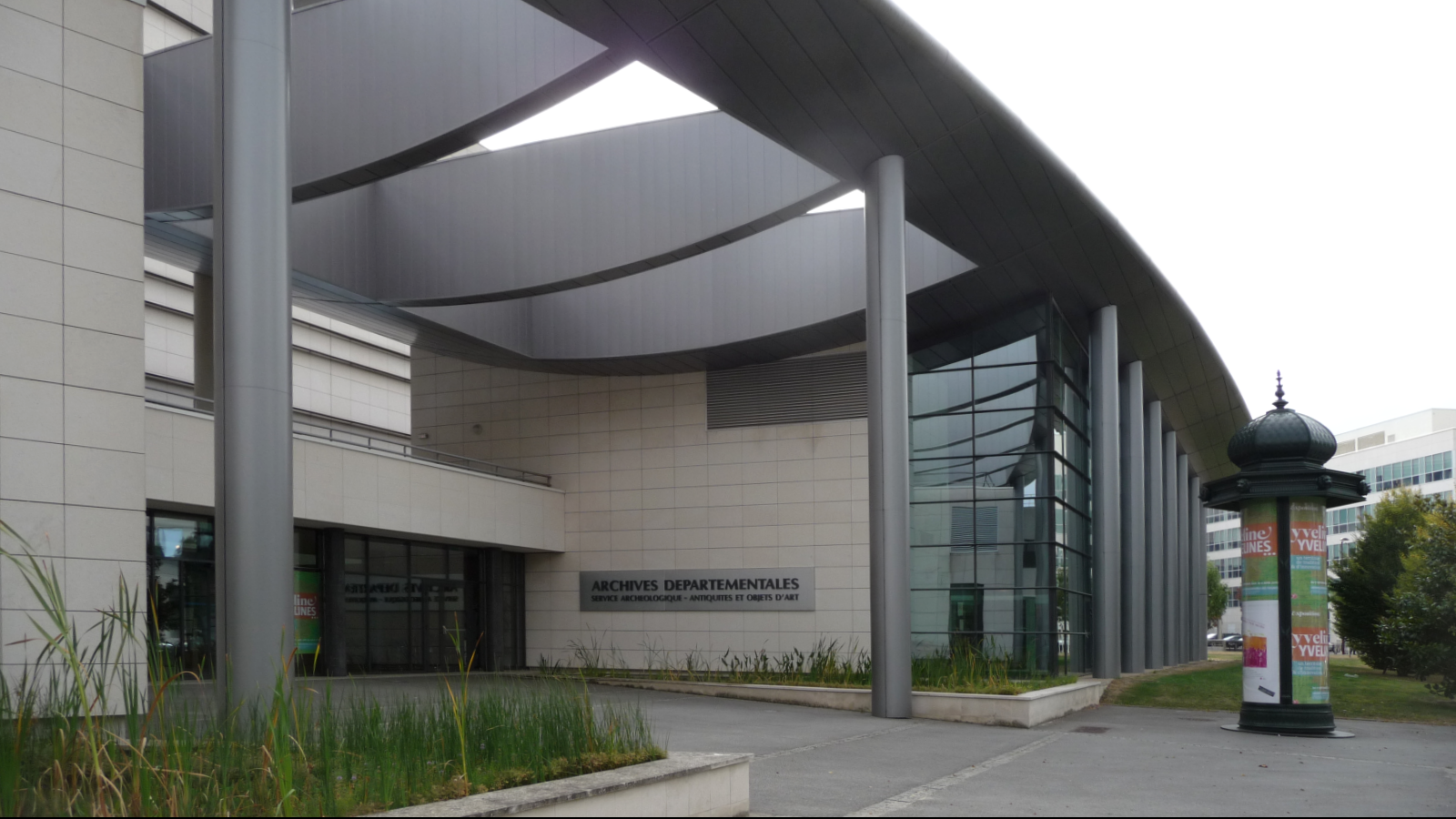
Entrée des archives départementales des Yvelines.
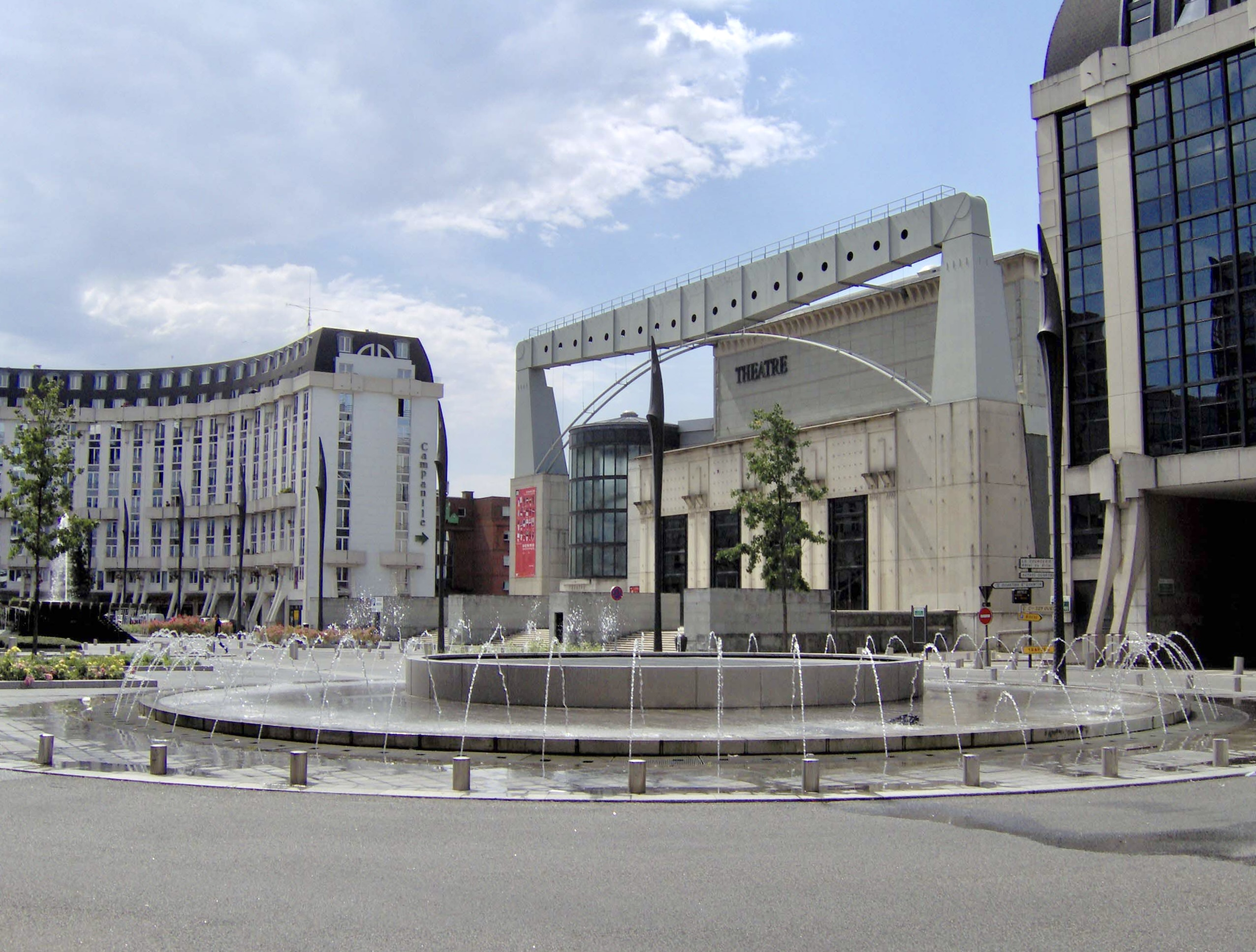
Le théâtre de Saint-Quentin-en-Yvelines et la place Georges-Pompidou.

## Population et société

### Démographie

#### Évolution démographique
L'évolution du nombre d'habitants est connue à travers les recensements de la population effectués dans la commune depuis 1793. Pour les communes de plus de 10 000 habitants les recensements ont lieu chaque année à la suite d'une enquête par sondage auprès d'un échantillon d'adresses représentant 8 % de leurs logements, contrairement aux autres communes qui ont un recensement réel tous les cinq ans,.

En 2022, la commune comptait 32 150 habitants, en évolution de −2,53 % par rapport à 2016 (Yvelines : +2,72 %, France hors Mayotte : +2,11 %).
| 1793 | 1800 | 1806 | 1821 | 1831 | 1836 | 1841 | 1846 | 1851 |
| ---- | ---- | ---- | ---- | ---- | ---- | ---- | ---- | ---- |
| 265  | 277  | 300  | 266  | 301  | 303  | 288  | 308  | 315  |

| 1856 | 1861 | 1866 | 1872 | 1876 | 1881 | 1886 | 1891 | 1896 |
| ---- | ---- | ---- | ---- | ---- | ---- | ---- | ---- | ---- |
| 300  | 290  | 313  | 338  | 332  | 333  | 246  | 328  | 340  |

| 1901 | 1906 | 1911 | 1921 | 1926 | 1931 | 1936 | 1946 | 1954 |
| ---- | ---- | ---- | ---- | ---- | ---- | ---- | ---- | ---- |
| 339  | 332  | 275  | 323  | 375  | 402  | 458  | 501  | 532  |

| 1962 | 1968 | 1975  | 1982   | 1990   | 1999   | 2006   | 2011   | 2016   |
| ---- | ---- | ----- | ------ | ------ | ------ | ------ | ------ | ------ |
| 543  | 937  | 1 550 | 14 093 | 31 687 | 35 216 | 33 968 | 33 567 | 32 986 |

| 2021   | 2022   | - | - | - | - | - | - | - |
| ------ | ------ | - | - | - | - | - | - | - |
| 31 777 | 32 150 | - | - | - | - | - | - | - |

#### Pyramide des âges
En 2018, le taux de personnes d'un âge inférieur à 30 ans s'élève à 38,6 %, soit au-dessus de la moyenne départementale (38 %). À l'inverse, le taux de personnes d'âge supérieur à 60 ans est de 19,2 % la même année, alors qu'il est de 21,7 % au niveau départemental.
En 2018, la commune comptait 15 996 hommes pour 16 579 femmes, soit un taux de 50,89 % de femmes, légèrement inférieur au taux départemental (51,32 %).
Les pyramides des âges de la commune et du département s'établissent comme suit.
| Hommes | Classe d’âge | Femmes |
| ------ | ------------ | ------ |
| 0,3    | 90 ou +      | 0,4    |
| 2,7    | 75-89 ans    | 3,0    |
| 15,2   | 60-74 ans    | 16,8   |
| 19,7   | 45-59 ans    | 20,9   |
| 21,7   | 30-44 ans    | 22,0   |
| 19,9   | 15-29 ans    | 18,2   |
| 20,5   | 0-14 ans     | 18,5   |

| Hommes | Classe d’âge | Femmes |
| ------ | ------------ | ------ |
| 0,6    | 90 ou +      | 1,4    |
| 6      | 75-89 ans    | 7,8    |
| 13,5   | 60-74 ans    | 14,8   |
| 20,7   | 45-59 ans    | 20,1   |
| 19,6   | 30-44 ans    | 19,9   |
| 18,5   | 15-29 ans    | 16,8   |
| 21,2   | 0-14 ans     | 19,2   |

### Manifestations culturelles et festivités
En janvier/février, Montigny et l'agglomération saint-quentinoise accueillent le festival « Polar dans la ville » pendant huit jours : spectacles culturels, courts-métrages, débats, dédicaces, lectures, concerts…
En mai, deux vide-greniers : le principal réunit plusieurs centaines d'exposants sur l'avenue Nicolas-About et le second environ une centaine au château de la communauté d'agglomération.
En juin : la « Cavalcade », un défilé costumé, avait lieu tous les deux ans jusqu'en 2010 principalement avenue Nicolas-About. Ce défilé regroupait les associations locales, mais aussi des villes jumelées. Depuis 2011, cette manifestation est remplacée par « La fête de la ville » se déroulant à la ferme du Manet.
En octobre, est organisée la course à pied « Parcourir Montigny ».
En décembre, chaque année et ce depuis plus de 20 ans, un marché de Noël est organisé à la ferme du Manet. En 2014, le marché a accueilli plus de 20 000 personnes.

### Sports
La commune possède notamment un club de baseball, les Cougars de Montigny-le-Bretonneux, fondé en 1988 et évoluant en Division 1[Quand ?].

### Cultes
Les Ignymontains disposent de trois lieux de culte catholique. Le territoire de la commune dépend du
diocèse de Versailles et couvre deux paroisses dont les lieux de culte sont les églises Saint-Martin-et-Saint-Pierre au sein de la paroisse de Montigny-Voisins avec un seul curé, l'abbé Pierre-Hervé Grosjean et l'église Saint-Quentin-les-Sources au sein de la paroisse de Montigny-Guyancourt.
La commune compte également deux lieux de culte pour les communautés protestantes de l’Église protestante évangélique et de l’Église protestante unie.
Il y a aussi une mosquée, administrée par l'Association des musulmans de Montigny.

## Économie
Le cœur économique de Montigny-le-Bretonneux est regroupé dans deux quartiers principaux : le quartier du Pas du Lac et le quartier de Saint Quentin.

### Pas du Lac
Le quartier du Pas du Lac regroupe le siège de 3 constructeurs automobiles : Mercedes France regroupant 700 salariés, BMW France réunissant 900 salariés et Nissan West Europe rassemblant 900 salariés. On retrouve également dans ce quartier les sièges sociaux du fabricant de verres ophtalmiques Rodenstock, Grand Optical, de la direction de la Banque populaire Val de France, de SAIPEM regroupant 1900 salariés.Un datacenter Bouygues Télecom est également présent dans la zone depuis 2009. La zone regroupe près de 10600 emplois et 192 établissements. CFC développement ( promoteur historique de SQY ) projette d'ici 2022 de construire de nouveaux immeubles de 7500m² et 5000m² dans la zone.
Les principaux immeubles de bureaux du quartier du Pas du Lac sont :
- Futura : immeuble de 8000 m² loué notamment à la BNP Paribas et Nexity
- Futura 2 : siège de Orano Projects immeuble de 8883 m²
- Futura 3 : immeuble de 11000m² regroupant les bureaux ASSYSTEM et le siège de Croda France[66]
- Synergies : immeuble de 14600 m² siège de Saipem[67]
- Energies : immeuble de 26000m² loué à Saipem[68]

### Saint Quentin
Le quartier de Saint Quentin est le cœur de l'agglomération de Saint-Quentin-en-Yvelines avec trois centre commerciaux : Espace Saint Quentin, SQY Ouest et Etienne-Marcel. Ce quartier accueille la direction régionale d’Île-de-France de l’Insee, la direction départementale des finances publiques .On trouve également les sièges sociaux de EXPLEO, Hertz France, ainsi que l' AFNIC.
Les principaux immeubles du quartier de Saint-Quentin sont :
- Native : immeuble de 19000 m² loué à Orange (inaugurée en 2022)[71]
- Le carrée (Ex-International) : immeuble de 20 000 m² siège de Expleo regroupant 1500 salariés[72]
- Le Stephenson : bureaux de l'INSEE
- Le Premium : immeuble de 11 000 m² en restructuration, futur siège d'Orano[73]
- Australia : immeuble de 12 000 m² vide, ancien siège de  Bouygues Energies et Services[74]

La zone de l'observatoire comprend le siège social de SFK France et un datacentre Cyllene.

### Statistiques économiques
- Entreprises : 2 911 en 2014
- Emplois : 22 180 en 2014
- Taux d'activité : 78 % en 2014
- Taux de chômage : 7,8 % en 2014
- Le revenu fiscal médian par ménage était de 45 916 € en 2010 ce qui plaçait Montigny-le-Bretonneux au 711e rang parmi les 31 525 communes de plus de 39 ménages en métropole[76]

## Culture locale et patrimoine

### Lieux et monuments

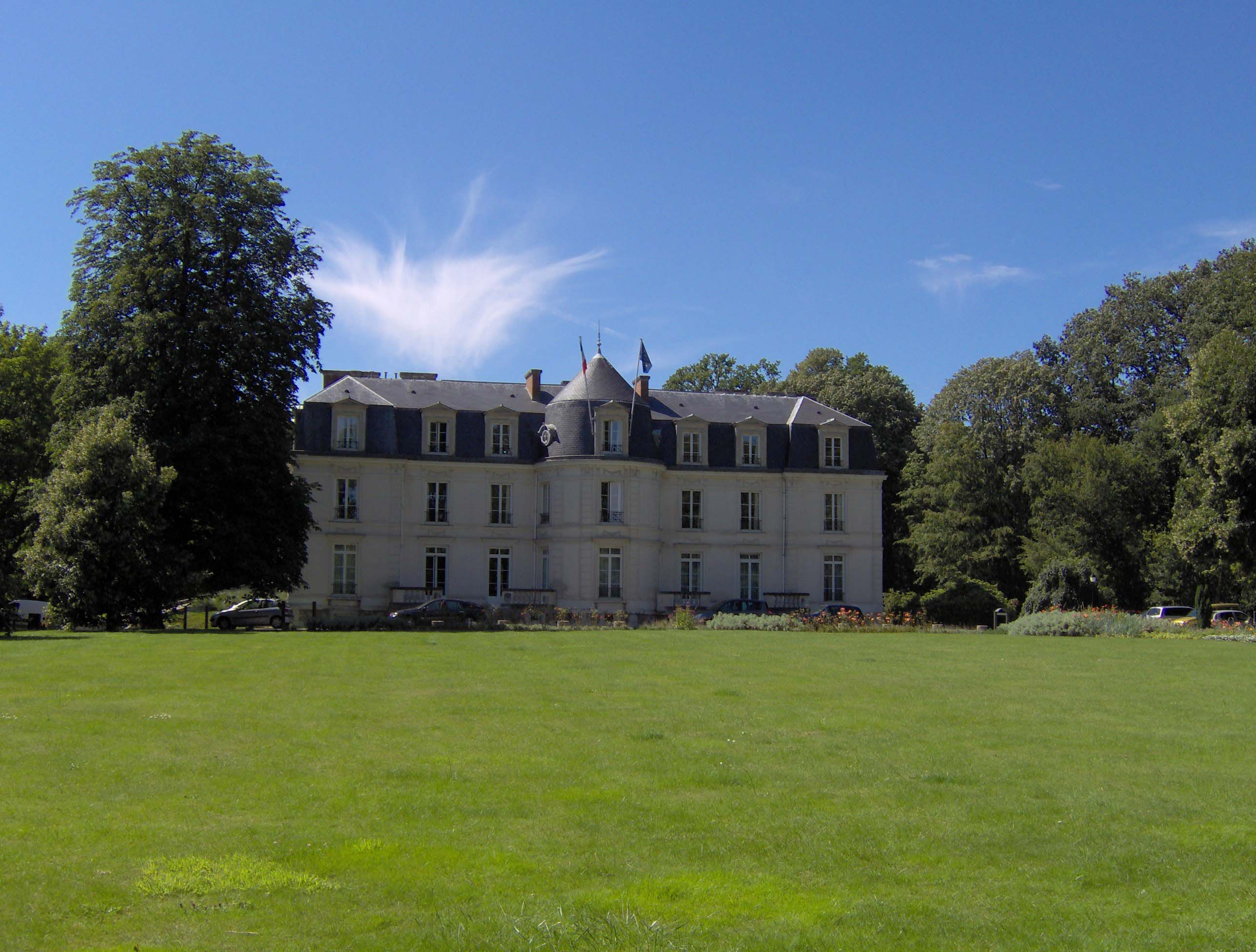
Château de Montigny-le-Bretonneux.

Le « château de Montigny-le-Bretonneux », ou château de la Couldre, fut édifié en 1863 par le maire de l'époque Vincent Notta. En 1973, le château est racheté par les communes locales. Après rénovation, la communauté d'agglomération de Saint-Quentin-en-Yvelines y installe ses locaux. La propriété comprend un parc de 13 hectares (libre d'accès) et un château d'une trentaine de pièces.
La « Ferme du Manet » est un vaste domaine regroupant plusieurs bâtiments (grange, bergerie...). Il est supposé que son origine soit liée à celle de la commanderie des Templiers à Élancourt. L'abbaye de Port-Royal acquiert le domaine de 65 hectares au XIIIe siècle. Au fil des siècles, le domaine augmente et l'activité prospère. Après 1790, la ferme change de propriétaire, d'abord Georges-Pierre Verdier, maître de la poste aux chevaux de Versailles, puis la famille Notta et la famille Gilbert qui vont progressivement mener la ferme vers l'industrialisation. L'État rachète le terrain en 1970, afin de mettre en place la ville nouvelle. L'exploitation cesse en 1978 et la ferme est laissée à l'abandon durant quatorze ans ; enfin, la commune de Montigny-le-Bretonneux se porte acquéreur dans le but de redonner vie à ce lieu historique. Commencent alors d'importants travaux de rénovation, qui s'achèvent en 1991. La ferme du Manet accueille aujourd'hui un poney club, des séminaires, des célébrations, des expositions, spectacles.

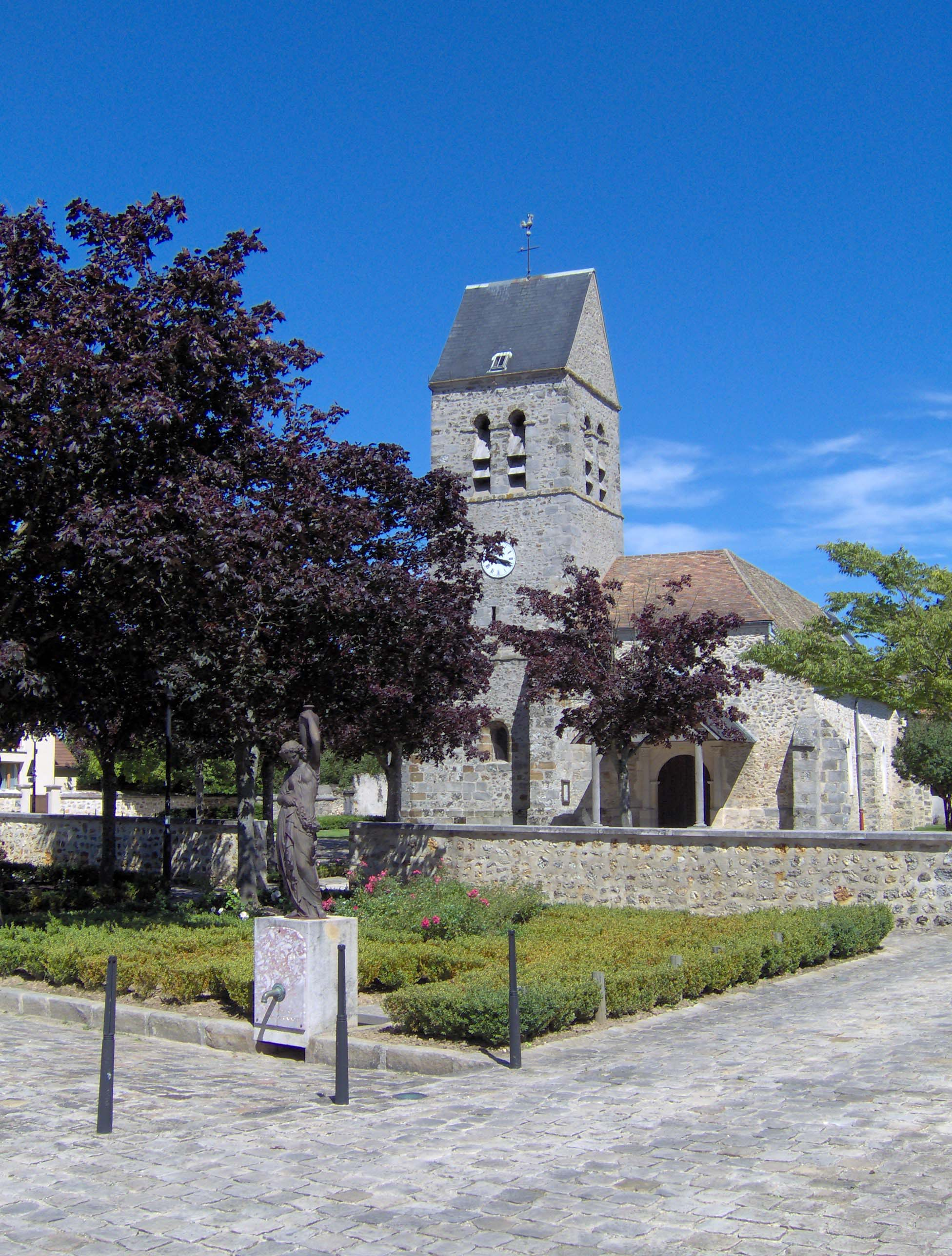
Église Saint-Martin.

Le château du Manet date du début du XXe siècle ; il est construit sur une propriété de 21 hectares en lisière du bois Saint-Benoît, à proximité de la ferme du Manet. Le domaine, qui est classé en zone de protection des espaces boisés, est la propriété de la société Crédit agricole depuis les années 1980.
L'église Saint-Martin est située au cœur du « village ». Elle fut construite vers le XIIIe siècle. Après avoir subi plusieurs guerres et démolitions, l'église est reconstruite en 1610. En août 1812, la charpente du clocher, le plancher, les abat-son du clocher et le système actionnant la cloche furent refaits par un charpentier de Trappes.

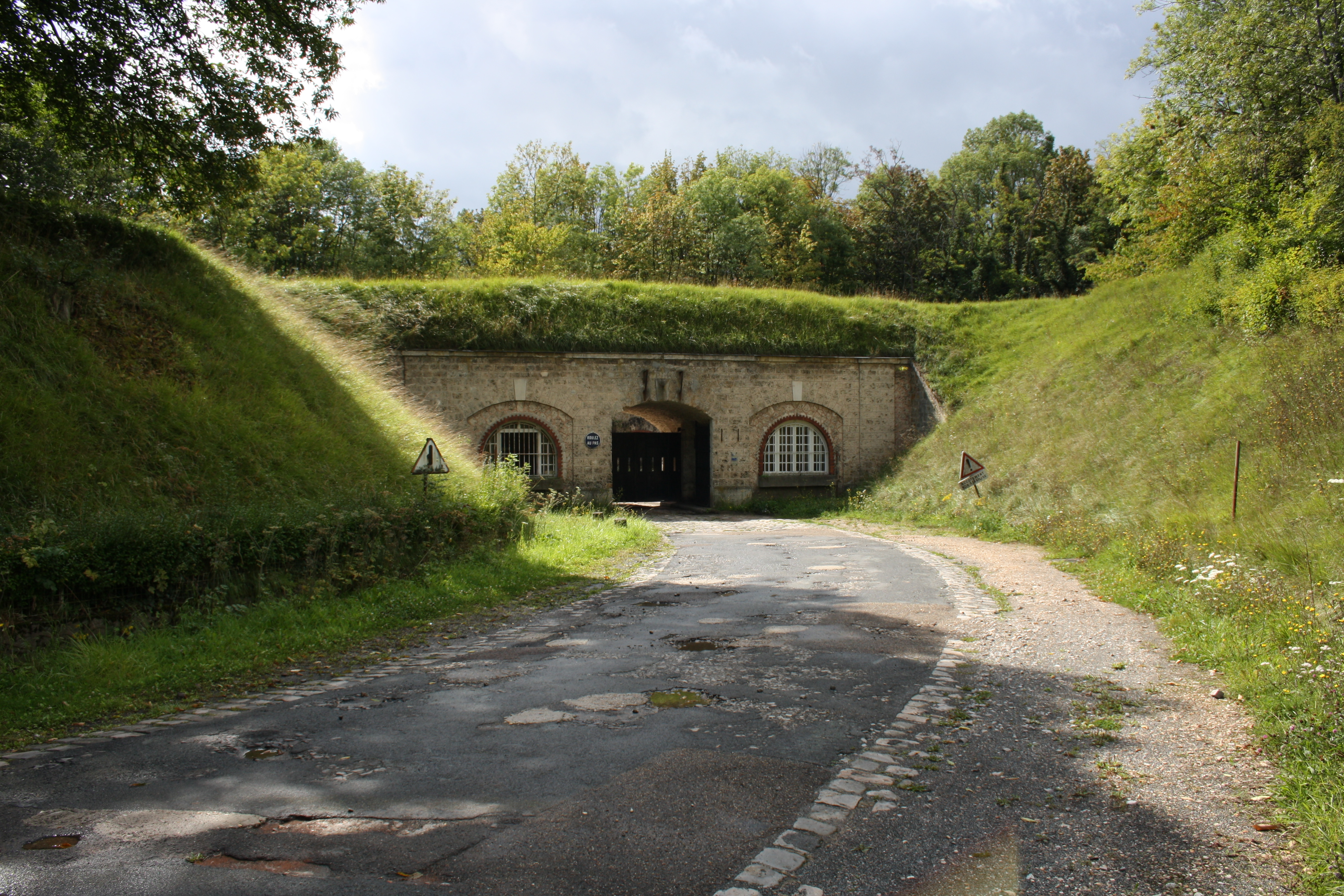
L'entrée du fort de Saint-Cyr.

Le fort de Saint-Cyr fut construit après le siège de Paris de 1870 afin d'assurer la protection de la capitale. Sa construction débute en 1875 et s'achève en 1879, année où les premières troupes armées y sont installées. Après la Première Guerre mondiale, le fort sert à l'armée de station météo et de dépôt d’armements. Une école de météorologie occupe les lieux après la Seconde Guerre mondiale. Enfin, le fort sert aujourd'hui d'archives photographiques du ministère de la Culture.

Arcades du Lac.

Templettes.

En 1976, l'architecte espagnol Ricardo Bofill et son Taller de Arquitectura, mandaté par l'EPA de la Ville Nouvelle en 1969, créé deux ensembles immobiliers (« Les Arcades du Lac » et « Les Templettes ») autour d'un étang artificiel de 4 ha creusé pour l'occasion, le « bassin de la Sourderie », située à cheval sur les communes de Montigny et Voisins-le-Bretonneux. Le quartier des « Arcades du Lac » édifié dans un style néoclassique, caractéristique à l'architecte se compose de deux parties : l'une s'organise autour de la place d'Andalousie, et l’autre à cheval sur le Bassin, « l’Aqueduc ». L'ensemble regroupe 350 logements dont un tiers de logements sociaux. Il se trouve en face de celui des « Templettes » aménagé en 1984.

### Art urbain
Marta Pan a, en 1992, intégré ses sculptures monumentales, « La Perspective », dans l’architecture des espaces publics situés boulevard Vauban. Les sculptures monumentales de Marta Pan assurent la liaison entre le centre commercial lui-même et l'entrée du parc des Sources de la Bièvre. Trois sculptures composent ce cheminement : les engouffrements, les marches et la Perspective.
Les engouffrements sont situés face à l’église Saint-Quentin-les-Sources de Montigny-le-Bretonneux ; ils sont constitués de trois symboles : le carré, le rond et le triangle qui dans la culture asiatique signifient : l'univers, la terre et la pensée. Puis, avec ses arcs de cercle et ses jeux d’eau situés à Guyancourt, La Perspective relie le quartier commercial de Saint-Quentin avec le Carré urbain dessiné par l’artiste Dani Karavan en 1999 et situé dans le Parc des Sources de la Bièvre. Ce parc des Sources, œuvre de Paul Soun (paysagiste) et Bertrand Lemoine (architecte), est le trait d’union vert entre Montigny et Guyancourt.

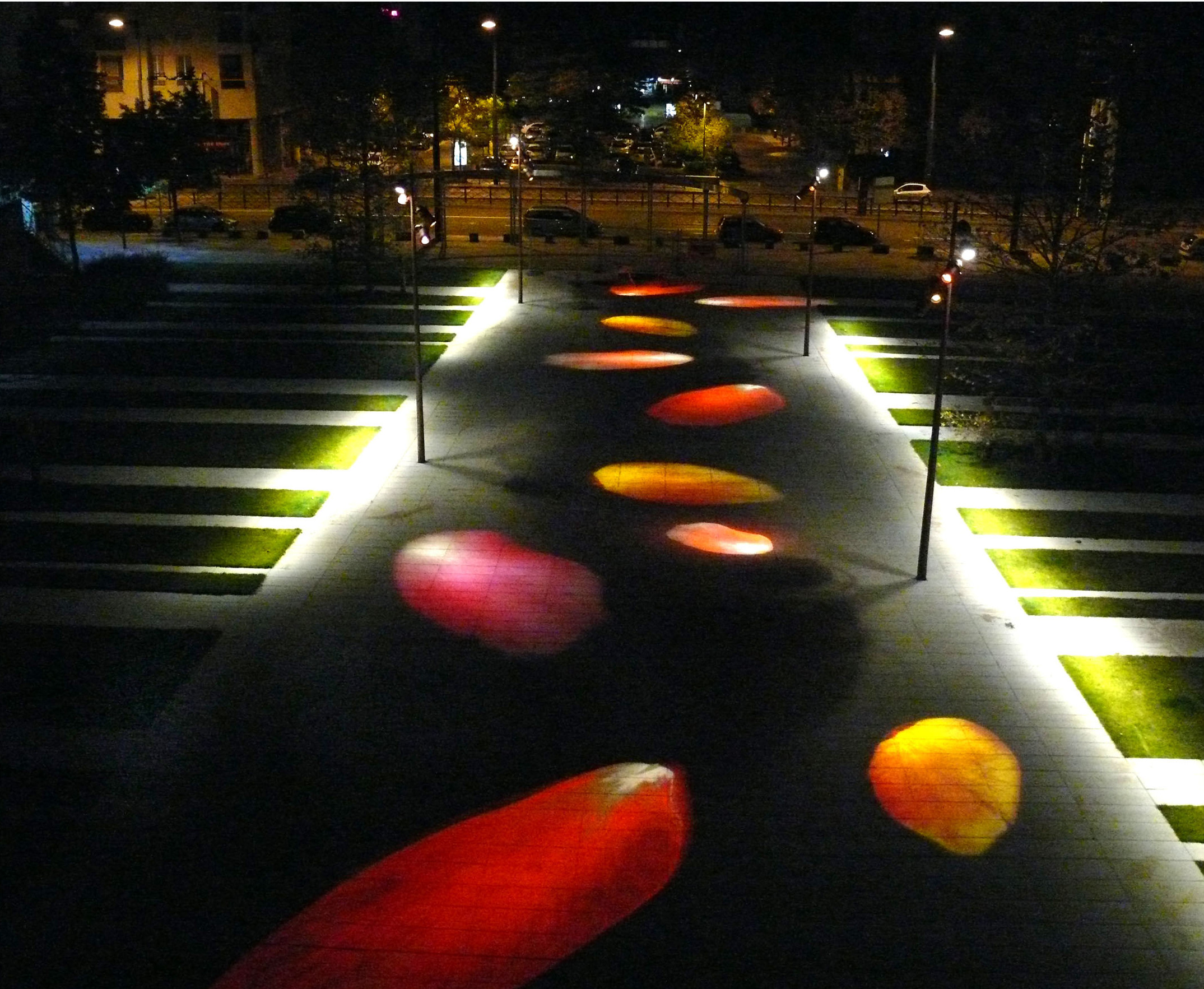
Éclairage de l'allée d'entrée des "jardins du parc" depuis l'avenue du Centre.

L'entrée des Jardins du parc depuis l'avenue du Centre a fait l'objet, en 2012, d'une mise en lumière sur le thème des pétales de rose.

### Personnalités liées à la commune
- Joseph-Nicolas de Champeaux, député du clergé aux États-Généraux de 1789[réf. nécessaire].
- Ricardo Bofill réalise les arcades et le viaduc de la ville vers 1970[77].
- Omar Sy a effectué sa scolarité dans un lycée de Montigny-le-Bretonneux[79],[80]
- Hoshi, a grandi à Montigny-le-Bretonneux[81].

### Héraldique
| Blason de Montigny-le-Bretonneux | Blason  | D'argent au mont de sinople terrassé d'azur sommé d'une maison pigeonnée de trois pièces d'argent maçonnée ouverte et ajourée de sable, accompagnée de deux mouchetures d'hermine posées à dextre et à senestre, au chef parti, en un d'azur à trois fleurs de lys d'or posées 2 - 1, en deux aussi d'azur au chevron d'or cantonné de trois molettes du même. |
| Blason de Montigny-le-Bretonneux | Détails | La couleur verte en bas symbolise la vocation agricole de la commune. La couleur bleue sous-jacente rappelle le caractère marécageux de la commune, sans oublier l'étang de Saint-Quentin, la source de la Bièvre ou le ruisseau de Gironde. On note que les mouchetures d'hermine marquent l'ancienne dépendance à la prévôté de Montfort-l'Amaury, une ancienne seigneurie des comtes devenus ducs de Bretagne. La partie supérieure gauche rappelle l'appartenance au domaine royal de la commune. La partie supérieure droite rappelle l'appartenance d'anciens seigneurs de Montigny à la noblesse d'épée. |